# Episodi di Law & Order - Unità vittime speciali (tredicesima stagione)

Il cast principale durante la tredicesima stagione:
Dann Florek (Cap. Donald Cragen), Danny Pino (Det. Nick Amaro), Mariska Hargitay (Det. Olivia Benson), Kelli Giddish (Det. Amanda Rollins), Richard Belzer (Det. John Munch) e Ice-T (Det. Odafin Tutuola)

La tredicesima stagione della serie televisiva Law & Order - Unità vittime speciali, composta da 23 episodi, è stata trasmessa in prima visione negli Stati Uniti da NBC dal 21 settembre 2011 al 23 maggio 2012.
In Italia la prima parte della stagione (episodi 1-16) è stata trasmessa in prima visione dal 28 marzo al 16 maggio 2012 su Premium Crime. La seconda parte della stagione (episodi 17-23) viene trasmessa in prima visione sulla stessa rete dal 20 dicembre 2012 al 10 gennaio 2013.
In chiaro è stata trasmessa dal 26 giugno all'11 settembre 2013 in prima serata sul canale TOP Crime.
| nº | Titolo originale   | Titolo italiano          | Prima TV USA      | Prima TV Italia  |
| -- | ------------------ | ------------------------ | ----------------- | ---------------- |
| 1  | Scorched Earth     | Terra bruciata           | 21 settembre 2011 | 28 marzo 2012    |
| 2  | Personal Fouls     | Il silenzio del campione | 28 settembre 2011 | 28 marzo 2012    |
| 3  | Blood Brothers     | Fratelli di sangue       | 5 ottobre 2011    | 4 aprile 2012    |
| 4  | Double Strands     | Prove inconfutabili      | 12 ottobre 2011   | 4 aprile 2012    |
| 5  | Missing Pieces     | Scomparso                | 19 ottobre 2011   | 11 aprile 2012   |
| 6  | True Believers     | Fanatismi                | 2 novembre 2011   | 11 aprile 2012   |
| 7  | Russian Brides     | Mogli russe              | 9 novembre 2011   | 18 aprile 2012   |
| 8  | Educated Guess     | Ipotesi plausibile       | 16 novembre 2011  | 18 aprile 2012   |
| 9  | Lost Traveler      | Un gioco perverso        | 30 novembre 2011  | 25 aprile 2012   |
| 10 | Spiraling Down     | L'ultimo passaggio       | 7 dicembre 2011   | 25 aprile 2012   |
| 11 | Theatre Tricks     | Trucchi teatrali         | 11 gennaio 2012   | 2 maggio 2012    |
| 12 | Official Story     | Versione ufficiale       | 18 gennaio 2012   | 2 maggio 2012    |
| 13 | Father's Shadow    | L'ombra del padre        | 8 febbraio 2012   | 9 maggio 2012    |
| 14 | Home Invasions     | Violazione di domicilio  | 15 febbraio 2012  | 9 maggio 2012    |
| 15 | Hunting Ground     | Terreno di caccia        | 22 febbraio 2012  | 16 maggio 2012   |
| 16 | Child's Welfare    | Servizi per l'infanzia   | 29 febbraio 2012  | 16 maggio 2012   |
| 17 | Justice Denied     | Giustizia negata         | 11 aprile 2012    | 20 dicembre 2012 |
| 18 | Valentine's Day    | San Valentino            | 18 aprile 2012    | 20 dicembre 2012 |
| 19 | Street Revenge     | La legge della strada    | 25 aprile 2012    | 27 dicembre 2012 |
| 20 | Father Dearest     | Carissimo papà           | 2 maggio 2012     | 27 dicembre 2012 |
| 21 | Learning Curve     | Dietro la maschera       | 9 maggio 2012     | 3 gennaio 2013   |
| 22 | Strange Beauty     | Strana bellezza          | 16 maggio 2012    | 3 gennaio 2013   |
| 23 | Rhodium Nights (1) | Sotto scacco (1)         | 23 maggio 2012    | 10 gennaio 2013  |

## Terra bruciata
- Titolo originale: Scorched Earth
- Diretto da: Michael Slovis
- Scritto da: David Matthews

### Trama
Qualche istante dopo che un uomo d'affari ha lasciato una stanza d'albergo, una cameriera inciampa in corridoio singhiozzando. Nella sala della squadra, Cragen viene a sapere che una cameriera afferma di essere stata violentata da Roberto Di Stasio, candidato favorito come prossimo primo ministro italiano. In ospedale, Benson intervista la cameriera che descrive una macabra storia di violenza sessuale. Nella stanza d'albergo, la detective Amanda Rollins, una nuova assunta della polizia di Atlanta, trova un campione di sperma sul pavimento. Qualche istante dopo, Fin e Munch rintracciano e arrestano Di Stasio prima che il suo aereo decolli. Al distretto, Cragen afferma che Di Stasio rivendica l'immunità diplomatica. La cosa peggiore è che Marvin Exley difenderà Di Stasio, l'ennesimo segnale che probabilmente se la caverà con poco o nulla. Di ritorno in ospedale, Benson promette a Miriam che, anche se il suo aggressore è potente, pagherà per quello che ha fatto. Miriam, un'immigrata sudanese, stenta a crederci. Benson porta Miriam al distretto. Qualche istante dopo, un'emozionata Miriam identifica Di Stasio da un gruppo di detenuti. Più tardi, Cabot dice a Cragen di aver sentito di Stabler e della sparatoria. Chiede se tornerà, ma Cragen può solo dire: "Sta a lui". Fin dice a Di Stasio che dovrà sostenere un esame forense. Una volta fuori, i paparazzi assaltano Di Stasio, con grande gioia di Fin. Di Stasio proclama la sua innocenza a un'indifferente dottoressa Warner. Più tardi, Rollins visita la cella di Di Stasio con del cibo italiano, sperando di convincerlo a confessare. Prende il pasto, ma fa sapere a Rollins che ha intenzione di tornare in libertà. Benson e Cabot fanno visita a Miriam per dirle che la squadra di Di Stasio affermerà che sta accusando Di Stasio per estorcergli denaro. Miriam proclama la sua innocenza e racconta una storia macabra del suo passato in Sudan. Sperava che emigrare in America avrebbe risolto i suoi problemi. Benson ricorda a Cragen che Stabler è stato autorizzato, ma Cragen dice che Stabler dovrà combattere per tornare nella squadra. Benson accusa Cragen di fare di Stabler un agnello sacrificale. Nel frattempo, Exley dice alla stampa che Di Stasio è stato rilasciato su cauzione e che è solo questione di tempo prima che il suo cliente venga rilasciato. La moglie di Di Stasio, Sophia, afferma di non aver mai dubitato dell'innocenza del marito. In un bar, Cutter dice a Munch, Cabot, Benson e Fin che un'altra cameriera dell'hotel ha venduto Miriam. La storia è già arrivata sui giornali. Cabot riproduce un nastro audio per Miriam e Cutter. In esso, Miriam dice a un'altra cameriera che farà pagare milioni a Di Stasio per il suo crimine. Cabot cerca di spiegare che ora questo sembra una svolta, ma Miriam ribadisce il fatto che Di Stasio l'ha violentata. Fuori dal tribunale, Cutter racconta a Benson della difficile situazione di Miriam. Benson mira a trovare un po' di sporcizia su Di Stasio. Rollins viene a sapere di una cameriera a Buenos Aires che è stata anche lei violentata da Di Stasio. Rollins giura di contattarla nella speranza che testimonierà. Benson si complimenta con Rollins per il suo buon lavoro di poliziotta. In un'udienza preliminare, Cabot dice al giudice che sta organizzando un volo per la signora Cortazar, la cameriera di Buenos Aires. Poi Exley presenta una condanna che Miriam ha ricevuto in Sudan per prostituzione. Benson rimprovera Miriam per aver nascosto il suo passato. Miriam spiega che non era una prostituta; invece, è stata effettivamente violentata dai soldati che hanno ucciso suo marito. Quando Benson racconta a Cabot la triste storia, Cabot è più determinata che mai a vedere Di Stasio dietro le sbarre. Com'era prevedibile, il processo a Di Stasio provoca un circo mediatico. All'interno del tribunale, Miriam racconta la sua versione della storia in modo convincente e arriva anche nei dettagli del suo stupro da parte dei soldati sudanesi. Quando Benson viene a sapere della testimonianza di Miriam, qualcosa inizia a insospettirla. Exley interroga Miriam. Insiste sul fatto che ha nascosto il fatto di essere stata condannata per prostituzione in Sudan. Exley quindi interroga Di Stasio che afferma che Miriam si è offerta e poi ha cercato di ricattarlo. Cabot trova delle incongruenze nella storia di Di Stasio, sottolineando il fatto che Miriam ha riportato delle ferite durante il rapporto sessuale. Exley annuncia un nuovo testimone. Si chiama Daniel Achok ed è un uomo sudanese che ha consigliato a Miriam di affermare di essere stata violentata durante la sua domanda di asilo. Ha detto a Miriam che era il modo migliore per entrare negli Stati Uniti. Le ha persino detto di dire che una dozzina di uomini l'hanno violentata, non solo uno. E Miriam ha fatto proprio questo. Dopo aver deliberato, i giurati affermano di non poter giungere a una conclusione. Il giudice dichiara il caso un errore giudiziario. Poco dopo un avvilito Cragen dice a Benson che Stabler non tornerà nella squadra e lei lascia in lacrime l'ufficio. 
- Guest Star: Franco Nero (Roberto Di Stasio), Stephanie March (Vice procuratore Alexandra Cabot), Linus Roache (Procuratore Capo Michael Cutter), Ron Rifkin (Avvocato Marvin Exley), Tamara Tunie (Dottoressa Melinda Warner).
- Citazioni: "Pensavo che in America, fino a prova contraria, si fosse innocenti, ma mi date in pasto ai fotografi!" (Roberto Di Stasio)
- Curiosità: nell'episodio in lingua originale si vede Olivia esprimersi in un fluente italiano, la cosa corrisponde a verità anche nella realtà. L'attrice Mariska Hargitay parla infatti correntemente cinque lingue, inglese, francese, spagnolo, italiano ed ungherese.
- Curiosità: In questo episodio debutta nella serie il personaggio del procuratore capo Michael Cutter, già presente nella serie madre dal 2010.
- Curiosità: Da questo episodio debutta il personaggio di Amanda Rollins.
- Curiosità: Tamara Tunie torna dalla stagione 13 ad essere accreditata come guest star, dopo aver ricoperto il ruolo di protagonista della serie.
- Curiosità: A partire da questo episodio della stagione 13 lo sceneggiatore Warren Leight è stato designato come showrunner della serie.

## Il silenzio del campione
- Titolo originale: Personal Fouls
- Diretto da: Jim McKay
- Scritto da: Bryan Goluboff

### Trama
Una folla si è radunata per celebrare l'allenatore di basket Raymond Masters. Carmelo Anthony e Chris Bosh gli presentano una chiave e gli dicono alcune parole d'affetto. La folla applaude, ad eccezione di Stevie Harris che fischia selvaggiamente e urla: "Sai cosa hai fatto". Alla stazione, Benson pulisce la scrivania di Stabler. Fin la interrompe per dirle che Stevie Harris sostiene che Masters lo ha molestato quando era un bambino. Quando Benson va a parlare con Steven, lei lo vede sul pavimento, come se avesse un attacco. 
Il giorno successivo, Cragen presenta il detective italoamericano Nicholas Amaro al gruppo. Cragen dice a Fin che Amaro collaborerà con lui. Cragen e Amaro vanno a parlare con Stevie, ma lui se n'è andato. Amaro dice che Stevie era un leggendario giocatore di basket e, fortunatamente, sa dove si trova la sua squadra. Amaro e Fin trovano Stevie che gioca a basket e lo esortano a farsi avanti sulla sua storia su Masters. Stevie ricorda gli abusi che ha subito per mano di Masters. Stevie dice di non essere mai stato violentato tecnicamente. Afferma di non aver mai parlato perché è stato pagato.
Fin e Amaro vanno in una palestra locale dove Masters allena Devon Tiswell, un giovane giocatore di basket con un brillante futuro. Quando Fin e Amaro chiedono a Masters di Stevie, Masters dice che Stevie sta facendo false accuse per coprire la sua carriera fallita nel basket. Sembra credibile, ma Fin e Amaro temono che forse Masters non dovrebbe allenare i ragazzi se c'è un'ombra di dubbio. 
Fin e Amaro esortano Cragen a prendere sul serio questo caso. Cragen dice che avranno la sua piena attenzione solo se proveranno che Steven è stato pagato per tacere. Rollins promette di esaminare un'accusa contro Masters che è stata fatta nel 1988, poi sigillata ed eliminata. Benson e Rollins parlano con Domenica Ramos, una donna che afferma che suo figlio Richie è stato molestato da Masters. Sopraffatto dal dolore, Richie si tolse la vita. Più tardi, Rollins esamina le finanze di Masters per vedere se ha davvero pagato dei giovani per rimanere in silenzio. Si imbatte nella sua organizzazione di beneficenza, la fondazione Ray's Boys, e diventa determinata a indagare su tutte le sue transazioni.
Amaro e Benson interrogano Masters su Richie Ramos. Masters afferma che la madre di Richie era una tossicodipendente che non si è presa cura di suo figlio. Masters dice che era l'allenatore di Richie, niente di più. Quando Benson lascia intendere che Masters usa la sua fondazione per comprare il silenzio dei ragazzi, Masters perde la calma.
L'Unità vittime speciali cerca di trovare vittime per farsi avanti, ma presto si rendono conto che le vittime si vergognano troppo per parlare. Benson e Amaro parlano con Stevie che dice che il fuoriclasse Prince Miller si farà avanti. Fin e Benson parlano con Supreme, il manager di Prince. È chiaro che Prince sta guadagnando un sacco di soldi con lucrosi accordi di sponsorizzazione. Benson e Fin parlano con Prince. Prince è evasivo quando gli chiedono degli abusi e non si toglie nemmeno gli occhiali da sole. 
Alla stazione, Amaro dice alla squadra che sua moglie sta prestando servizio in Iraq. Poi Stevie entra dicendo che Prince lo ha invitato a festeggiare quella notte. L'Unità discute se mettere un microfono nascosto su Stevie, ma Cabot non è sicura che sia una buona idea. Invece, vuole esaminare casi in Massachusetts in cui non si applica la prescrizione. 
In un club, Stevie e Prince litigano per Masters. Prince dice a Stevie di smettere di mentire sugli abusi. Prince e i suoi scagnozzi picchiano Stevie finché Amaro e Benson non si precipitano a salvare la situazione. Stevie se ne va, sconvolto. Il giorno successivo trovano Stevie, apparentemente morto per overdose. All'obitorio, Benson si chiede se questo sia stato un suicidio o un omicidio abilmente insabbiato. Più tardi, Cragen teorizza che forse i teppisti di Prince hanno ucciso Stevie per tenerlo in silenzio. 
Quando Fin e Benson interrogano Prince, questi dichiara la sua innocenza. Prince tira su il suo alibi, un video di sesso con data e ora della sera prima. L'Unità vittime speciali guarda le foto della scena del crimine di Stevie. Notano un'impronta appartenente a una sneaker decorata con la lettera "P". È esattamente la stessa sneaker Prince Miller che il manager Supreme indossava prima. Più tardi, Benson e Fin trovano Supreme e gli confiscano le scarpe da ginnastica. Hanno il loro assassino. Benson e Amaro portano Prince in un parco giochi dove Masters sta allenando i ragazzi. Prince si commuove vedendo i ragazzi in un tale pericolo. Prince tiene una conferenza stampa e racconta al mondo l'orribile abuso di Masters. Le sue parole ispirano altre vittime a farsi avanti. Vedere Prince togliersi gli occhiali da sole e piangere lacrime oneste cambierà senza dubbio la sua vita. Masters sarà finalmente dietro le sbarre dove merita di stare.
- Guest star: Aaron Tveit (Stevie), Carmelo Anthony (se stesso) e Chris Bosh (se stesso).
- Curiosità: Da questo episodio debutta il personaggio di Nick Amaro, che di fatto sostituisce Elliot Stabler come detective.
- Nota: Questo è l'ultimo episodio in cui compare Heavy D, prima della sua morte l'8 novembre 2011.
- Citazioni: "Un poliziotto che non mangia donuts! Come faccio a fidarmi?" (Detective Benson, riferendosi a Rollins).

## Fratelli di sangue
- Titolo originale: Blood Brothers
- Diretto da: Tom DiCillo
- Scritto da: Julie Martin e Warren Leight

### Trama
Durante un'assemblea, Ella, una studentessa di 13 anni della scuola cattolica del Santissimo Salvatore, sviene nel corridoio. Una suora preoccupata chiede aiuto. Più tardi, monsignor Kiata arriva nella sala della squadra. Fa due chiacchiere con il detective Amaro prima di dire all'Unità vittime speciali che Ella è incinta. Amaro parla con la nonna di Ella e scopre che la madre di Ella non era esattamente un buon modello. Nel frattempo, Benson parla con Ella che afferma di non aver mai fatto sesso e che il suo bambino è un "miracolo". Benson conferma ad Ella che è incinta di 18 settimane. 
Fin e Rollins parlano con il padre di Ella che è completamente estraniato da Ella. Non gli importa nemmeno che sia incinta. Benson e Amaro parlano con i compagni di classe di Ella che dicono che un ragazzo di nome Arturo ha una cotta per Ella. Benson e Amaro parlano con Arturo. Quando Amaro chiede se Ella ha parlato di maschi più grandi nella sua vita, Arturo si chiude e chiede il suo inalatore. 
Munch, Benson e Amaro parlano con il signor Cordova, un insegnante di scienze del Santissimo Salvatore. Secondo i registri della città, è morto da 15 anni. Cordova ammette che il suo vero nome è Diego Ramirez ed è nel registro degli autori di reati sessuali. A 19 anni, ha fatto sesso con la sua ragazza la sera del ballo di fine anno due giorni prima del suo diciassettesimo compleanno. Più tardi, Benson chiede a Ella di Cordova. Ella dice che Cordova ha fatto sesso con lei, ma Benson trova subito delle falle nella sua storia. Chiede a Ella di essere sincera. 
Benson nota un bouquet con un biglietto anonimo sulla scrivania di Ella. Benson e Amaro fanno visita al fiorista che ha organizzato la consegna del bouquet. Controllano i registri delle vendite e scoprono che l'ambasciatore Andrew Raines ha inviato quel bouquet a Ella. Benson e Amaro visitano la casa di Andrew e Kathleen Raines. La governante pensa che Benson e Amaro siano in visita per parlare di Tripp, il figlio dei Raines. Quando Benson e Amaro parlano con Andrew e Kathleen, vengono respinti e ignorati. 
Fin e Rollins parlano a Tripp Raines di Ella. Si vanta di aver fatto sesso con lei prima che la sicurezza lo porti via in un'auto cittadina. Più tardi, Benson e Amaro vedono Ella in un'accesa discussione. Quando Benson interviene, Ella piange dicendo che non vuole abortire. Quando Benson la interroga ulteriormente, lei ammette che Tripp l'ha violentata a una festa nella sontuosa casa dei suoi genitori. Il giorno successivo, ha inviato le rose a Ella. 
Benson vuole perseguire, ma Novak dice che anche Tripp è minorenne e, con il suo team legale, sarà facilmente fuori dai guai. Novak arriva al punto di dire che Benson ha spinto Ella troppo forte perché Benson è ancora arrabbiata per la partenza di Stabler. Benson e Amaro insistono per una conversazione con Tripp. Ad Andrew e Kathleen va bene finché sono presenti anche loro. Ma quando Andrew va nella stanza di Tripp, suo figlio non c'è più. 
Più tardi, una preoccupata Kathleen arriva alla stazione per dire che è preoccupata per il figlio scomparso. Amaro e Benson interrogano Arturo e sua madre perché l'ultima telefonata di Tripp è stata ad Arturo e la madre di Arturo ha lavorato come governante di Kathleen per molti anni. I registri mostrano che la carta di credito di Tripp è stata utilizzata a Christopher Street. Rollins e Fin rintracciano l'utente, un gay di nome Chase che ha affermato di aver trovato la carta di Tripp nel Ramble di Central Park, un luogo di incontro per uomini gay. Quando gli investigatori perlustrano Central Park, trovano il cadavere di Tripp. I giornalisti assaltano Andrew Raines quando si sparge la voce; chiedono di sapere se suo figlio morto fosse gay. Benson e Amaro chiedono ad Andrew perché ha licenziato la madre di Arturo, Inez. Andrew afferma che è stato un problema di immigrazione. Più tardi, Benson e la banda scoprono che Inez è una cittadina.
La famiglia Raines le ha dato una pesante liquidazione. A questo punto Benson mette insieme i pezzi: Andrew non stava pagando Inez; stava pagando il mantenimento di suo figlio. Arturo è il figlio di Andrew. Benson e Amaro parlano con Arturo. Arturo ammette di aver portato Ella alla festa di Tripp. L'ultima notte di Tripp chiese ad Arturo di incontrarlo a Central Park e di portare Ella. Una volta lì, Tripp disse a Ella di abortire. Tripp insultò Ella e diede una mazzetta di denaro ad Arturo. Tripp ha detto ad Arturo che, indipendentemente dal costo, deve far abortire Ella. Arturo si arrabbiò e picchiò Tripp con un sasso fino alla sua morte. Ella è scappata. Piangendo, Arturo ammette di essere geloso del fatto che Ella amasse Tripp per il suo status. Più tardi, Arturo dice in lacrime ad Andrew che voleva solo che Andrew ammettesse di essere suo padre. Kathleen scoppia in lacrime, rendendosi conto che suo marito aveva un figlio dalla governante.
- Special Guest Star: Kyle MacLachlan (Andrew Raines), Diane Neal (Vice procuratore Casey Novak).

- Curiosità: Questo episodio è ispirato alla vicenda riguardante Arnold Schwarzenegger.

## Prove inconfutabili
- Titolo originale:  Double Strands
- Diretto da: Fred Berner
- Scritto da: John Paul Roche

### Trama
Una ballerina di nome Danielle si prepara per il suo debutto a Broadway mentre fuori un uomo le scatta delle foto. Più tardi quella notte, in una strada buia, l'uomo violenta Danielle. Ha un tatuaggio tai chi yin-yang e le dice di guardarlo in faccia. Poi dice: "Dimmi che mi ami, mamma". Quando Danielle racconta gli orribili dettagli a Benson il giorno successivo, Rollins sente per caso la storia. Rollins pensa che questo stupratore sia lo stupratore della costa atlantica, uno stupratore che ha rintracciato in Georgia. Benson dice a Rollins che probabilmente è solo una coincidenza. Benson e la banda pubblicano l'identikit dello stupratore in tutta la città. Alla fine, un'altra vittima di nome Leila si fa avanti. La sua storia è identica a quella di Danielle. Descrive anche il suo tatuaggio in dettaglio.
Più tardi, Fin riceve una soffiata che lo stupratore seriale ha frequentato un parco vicino con suo figlio. Lo rintracciano in un appartamento. Si chiama Gabriel Thomas e ha un figlio di nome Luke, una moglie di nome Janey e lo stesso tatuaggio descritto dalle vittime. Rollins coglie al volo l'occasione di interrogare Gabriel, ma Cragen ha in mente un'altra idea. Invece di lasciare che Rollins prenda il comando, sceglie Benson e Amaro per il lavoro poiché sono più imparziali.
Benson e Amaro si rendono subito conto che Gabriel è un rappresentante farmaceutico senza alibi. Quel che è peggio, viveva in Georgia. Più tardi, Benson scopre che Gabriel corrisponde al DNA dello stupratore che anni prima aveva terrorizzato le vittime in Georgia. Amaro cerca di convincere Gabriel a confessare, ma non funziona. Più tardi, quando viene rinviato a Rikers, tenta il suicidio. Sussurra ad Amaro: "Dì a mio figlio che non sono stato io". Nella sua stanza d'ospedale, Gabriel dice a sua moglie che non riesce a credere che pensi che sia colpevole. È disgustata e dice a Benson e Amaro che lo avrebbe lasciato libero se avesse avuto un'altra famiglia. I suoi genitori sono morti quando lui era al college. Poi Janey ricorda un Halloween che ha trascorso con suo marito nel 2003. L'ha consolata dopo un aborto spontaneo. Amaro ha un'illuminazione: non è possibile che Gabriel possa essere stato con sua moglie e aver commesso uno stupro dall'altra parte della città allo stesso tempo. 
Benson e Amaro scoprono che Gabriel è stato adottato. Benson e Amaro parlano con la madre naturale di Gabriel che dice di aver dato in adozione due gemelli. Ha sentito solo uno di loro, Brian. La madre adottiva di Brian ha ucciso suo padre proprio davanti a lui e in seguito è stata condannata a morte. Benson e la squadra scoprono che anche Brian Smith, il fratello gemello di Gabriel, si è trasferito di recente a New York.
Brian ha commesso crimini e li ha attribuiti a suo fratello. Rollins decide di tendere una trappola. Il primo passo: far credere al pubblico - e a Brian - che Gabriel sia libero. Rollins supera Brian, un membro del Dipartimento dei parchi di New York, di corsa. Brian abbocca rapidamente all'esca, scattandole foto. Mentre corre oltre una parte remota del parco, Brian attacca Rollins. Amaro salta appena in tempo. Amaro picchia Brian senza pietà, preoccupando Rollins. Più tardi, Brian afferma che Rollins si è avvicinata a lui. Dice che dirà la verità solo alla "bionda".
Intento a ottenere una confessione, Rollins interroga Brian. Incolpa Gabriel per tutti gli altri stupri. Rollins indica il dente scheggiato e l'addome sfregiato di Brian e dice che molte delle vittime li hanno descritti in dettaglio. Brian è colpevole. Rollins interroga Brian. Racconta il suo terribile passato: una madre che lo ha abbandonato e un'altra che ha ucciso suo padre. È così danneggiato che ha sfogato la sua rabbia su vittime innocenti e ha attribuito la colpa a suo fratello. Più tardi, Benson e Amaro liberano Gabriel. Rimane scioccato quando vede il suo gemello; Gabriel non ha mai saputo di avere un gemello identico. 
- Special Guest Star: T.R. Knight (Gabriel Thomas/Brian Smith).
- Guest star:  Francie Swift (Vice procuratore Sherri West), Karen Tsen Lee (Dottoressa Susan Chung).

## Scomparso
- Titolo originale: Missing Pieces
- Diretto da: Peter Leto
- Scritto da: Julie Martin e Warren Leight

### Trama
Benson e Calvin partecipano a un festival di Halloween mentre Amaro passa del tempo con sua figlia. Rollins e Fin arrestano un pedofilo che distribuisce dolcetti. Dall'altra parte della città, Ali Martell acquista pannolini biologici per il suo bambino, Nate. Quando torna al parcheggio, la sua macchina - e il suo bambino di tre mesi - sono spariti. 
L'Unità vittime speciali scopre che Ali e il suo compagno Tim sono turisti. Quando Allie racconta a Tim cosa è successo, si arrabbia molto. Tim dice ad Amaro di aver trovato un posto su Craigslist, ma quando è arrivato lì c'erano già sei inquilini omosessuali. Cragen dice a Benson e Amaro che Tim ha un'accusa di abusi domestici nella sua fedina penale. 
Più tardi, Amaro chiede ad Ali dell'accusa di abusi domestici. Ali dice che non era niente. Tim racconta a Benson una storia simile. È stato un piccolo litigio e la sorella e la madre di Allie ne hanno fatto uno scandalo. Cragen viene a sapere che l'auto è stata trovata. Sfortunatamente, Nate e il suo rapitore sono ancora scomparsi. Ali dice ad Amaro che lei e Tim sono arrivati in macchina da Buffalo per la parata di Halloween. Più tardi, Rollins e Fin parlano con Moira, la sorella di Ali.
Moira dice che Tim e Ali vivono separatamente e che Ali vive con lei. Descrive Tim come un ubriacone geloso che abusa di Ali. Benson parla con Tim. Dice che è preoccupato che Ali lo incolperà per la scomparsa di Nate poiché Tim non era presente quando Nate è scomparso. Più tardi, il signor Hernandez porta il seggiolino dell'auto di Nate, sostenendo che un venditore ambulante glielo ha venduto a Tompkins Square. Benson e Amaro parlano con il venditore ambulante di Tompkins Square. Ammette di essere entrato nell'auto chiusa a chiave e dice di aver rubato il seggiolino. Dice di non aver visto un bambino. Più tardi, Amaro fa una scoperta agghiacciante: della materia fecale è stata trovata in un frigorifero nell'auto. Quando Benson mostra a Tim una foto del suo frigorifero, Tim sembra visibilmente sconvolto. Quando Benson lascia intendere che Tim potrebbe aver ucciso Nate, Tim si arrabbia di nuovo. 
Nel frattempo, Ali ammette ad Amaro che la notte prima della scomparsa di Nate, erano rimasti in un motel. Questo contraddice la storia di Tim secondo cui hanno dormito nella loro macchina. Rollins e Fin parlano con un impiegato del motel di Tim, Ali e Nate. Dice che la coppia ha a malapena prestato attenzione al figlio mentre festeggiavano in un bar. 
Ali ammette che Tim stava bevendo la notte prima di Halloween. Più tardi, Tim dice a Benson che lui ed Ali hanno litigato per il costume da zucca di Nate. Non pensava che fosse il costume giusto per Nate. Alla fine, Amaro dice di aver convinto Ali ad ammettere dove hanno seppellito Nate. Su una spiaggia remota, la squadra trova Nate, morto. Dopo un ulteriore interrogatorio, Amaro dice ad Ali che Nate è morto di sindrome di morte infantile improvvisa. Sorprendentemente, è un sollievo per la coppia. Tim era troppo ubriaco per ricordare esattamente cosa fosse successo e Ali pensava di aver fatto qualcosa di sbagliato. Ali pensava che nessuno li avrebbe creduto a causa dell'accusa di abusi domestici di Tim. Ammette che hanno messo Nate nel frigorifero e poi lo hanno seppellito.
- Special Guest Star: Lisa Joyce (Ali Martell), Charlie Tahan (Calvin Arliss), Diane Neal (Vice procuratore Casey Novak), Dennis Flanagan (Tim Holland).
- Nota: in questo episodio compare per l'ultima volta Calvin Arliss, il bambino affidatario di Olivia, figlio della tossicodipendente Vivian Arliss.
- Citazioni: "un bambino rapito ad Halloween? Buone notizie ne abbiamo?" (Capitano Cragen).

## Fanatismi
- Titolo originale: True Believers
- Diretto da: Courtney Hunt
- Scritto da: Robin Veith

### Trama
Dopo essersi esercitata al pianoforte, Sarah Walsh, una ragazza di 19 anni, torna al suo condominio e condivide un ascensore con Michael Wedmore che, qualche istante dopo, entra con la forza nell'appartamento di Sarah e la tiene sotto tiro con una pistola. Nervosa, Sarah offre a Michael una birra e dei soldi ma Michael vuole invece violentarla. Il giorno successivo, Sarah denuncia lo stupro al distretto e dice di aver aspettato perché aveva un recital e la squadra inizia ad indagare sul caso. Sarah è una studentessa del secondo anno all'Accademia Di Musica di Manhattan. Un consulente per le crisi di nome Jen dice a Sarah che da quando si è fatta la doccia dopo lo stupro, sarà difficile perseguirlo e le consiglia di non sporgere denuncia. Benson si oppone immediatamente e dice a Sarah che non è sola, esortandola a difendersi e la riaccompagna a casa, che è ancora un disastro.
Al distretto, Benson e la squadra rivedono i filmati di sorveglianza dall'ascensore pochi istanti prima dello stupro di Sarah. Vedono Sarah entrare nell'ascensore poco prima che Michael entri. Sembrano amichevoli. Più tardi, il fidanzato di Sarah, Paul, arriva con dei fiori per celebrare il suo recital di successo ma lei inventa una scusa e dice che lo vedrà più tardi. Quella notte, Fin e Rollins ammanettano erroneamente alcuni sospetti che assomigliano a Michael. Nel frattempo, Sarah vede Michael in un bar e freddamente, lui le sorride. Sarah dice ad Amaro e Benson di aver visto Michael e loro immediatamente vengono in suo aiuto e lo arrestano. Amaro gli trova addosso marijuana ed una pistola. Amaro e Fin hanno raccolto tutti i sospettati - compreso Michael - all'angolo. 
Al processo, la madre di Michael riesce ad ottenere Bayard Ellis come avvocato, che è la migliore difesa che Michael potrebbe mai chiedere. Nel frattempo, Benson presenta Sarah al capo dell'ufficio Mike Cutter, l'accusa sul caso. Cutter esamina il caso con Sarah. Ellis è determinato a vincere la causa di Michael. Cutter chiede del fidanzato di Sarah, Paul, ma la ragazza esita a coinvolgerlo, perché è anche l'insegnante di pianoforte e potrebbe perdere il lavoro. Quindi Cutter chiede a Sarah quando ha fatto sesso l'ultima volta, che è stato due settimane fa, ma la ragazza è seccata e distratta, rendendo difficile dire se stia davvero rivelando tutto ciò che sa. Più tardi, Fin e Rollins dicono a Benson che Sarah frequentava un bar locale ed era lì la notte prima del suo stupro, ubriaca, e flirtava con un ragazzo che non era Paul. Quando Benson e Cutter lo chiedono a Sarah, lei si mette sulla difensiva. Più tardi, Ellis mostra alla squadra che non sta giocando. Richiede una copia del filmato di sorveglianza dell'ascensore e accusa Fin e Rollins di profilazione razziale solo pochi giorni prima. Quella notte, Sarah scopre che Michael è fuori su cauzione grazie a Ellis, ed è chiaramente terrorizzata. Benson prende posizione per difendere il suo approccio al caso di Sarah. Ellis obietta il fatto che Michael non sia stato ufficialmente portato nella stazione per essere identificato; invece, Sarah lo ha indicato mentre era ammanettato per strada. 
Più tardi, Ellis interroga Amaro sulla pistola che Amaro sosteneva che Michael stesse portando durante l'arresto e suggerisce che abbiano agito in modo abbastanza discutibile e fatto molte supposizioni durante il caso. Nel frattempo, Sarah dice al padre preoccupato di essere stata violentata. I risultati medici mostrano che c'erano prove di sperma fresco sul letto di Sarah. Non apparteneva a Michael o al suo ragazzo Paul. Sarah ammette di aver avuto un'avventura di una notte la notte prima di essere violentata. Benson dice a Sarah che deve iniziare a dire la verità. Questa piccola bugia bianca potrebbe creare ragionevoli dubbi, ed Ellis ne approfitterà. Sul banco dei testimoni, Michael afferma di non avere avuto una pistola addosso quando Amaro lo ha arrestato. Ammette di essere un spacciatore, ma non uno stupratore. Dice che Sarah lo ha invitato nel suo appartamento e lui ha accettato. Ellis interroga Sarah mentre è sul banco dei testimoni. Chiede perché Sarah ha impiegato così tanto tempo per denunciare lo stupro e dice alla giuria di aver suonato in un recital subito dopo il presunto stupro. 
Ellis poi parla della festa di Sarah in un bar solo la sera prima. Fa ammettere a Sarah di aver avuto un'avventura di una notte con un uomo che assomiglia proprio a Michael. È chiaro che Ellis sta mettendo Sarah sotto pressione e non c'è niente che Cutter o Benson possano fare al riguardo. Successivamente, la giuria torna con il proprio verdetto; trovano Michael non colpevole. Benson si precipita da Sarah prima che possa uscire di corsa dall'aula. Benson dice a Sarah che ha fatto la cosa giusta accusando Michael. Sarah si sente umiliata e schiacciata. Si sfoga su Benson prima di andarsene. Fuori dall'aula, Benson condanna duramente Ellis per le sue tattiche brutali. Ellis ribatte che l'Unità vittime speciali ha pasticciato il caso e che se Michael fosse stato bianco, sarebbe stato liberato facilmente. I due riconoscono e rispettano la reciproca passione per la giustizia. Ellis invita Benson a una delle partite di softball di sua figlia, ma Benson rifiuta.
- Guest star: Andre Braugher (Bayard Ellis), Sofia Vassilieva (Sarah Walsh), Cedric Sanders (Michael Wedmore).
- Curiosità: Quando il sergente John Munch si presenta nella stanza della squadra, Bayard Ellis, il personaggio interpretato da Andre Braugher commenta: "Ci conosciamo?" ed aggiunge "Ammiro la sua seconda vita!" Questo è un riferimento al fatto che Braugher ha recitato al fianco del personaggio di Richard Belzer (Munch) per sei stagioni in Homicide: Life on the Street. "È un po' divertente perché Munch è stato in entrambi questi mondi, ed eccomi qui nel mondo di Munch ad apparire come qualcun altro, quindi c'è un piccolo incontro e un saluto", ha detto Braugher a TV Guide. "Dico 'Ci conosciamo?' C'è un piccolo segnale prima di riconoscere che ci conosciamo e che abbiamo trascorso molto tempo insieme". Il personaggio apparirà in un totale di sei episodi, divisi in tre stagioni.
- Nota il personaggio di Sarah Walsh riapparirà in un episodio di una stagione successiva, il 15x05.

## Mogli russe
- Titolo originale: Russian Brides
- Diretto da: Alex Chapple
- Scritto da: Bryan Goluboff

### Trama
Due uomini aggrediscono una donna poco vestita sulla spiaggia. Il giorno successivo, il suo cadavere viene trovato accanto al cassonetto della spazzatura di un ristorante. La donna è stata violentata, il viso percosso al punto da renderlo irriconoscibile, i denti e la punta delle dita rimossi. Ha due tatuaggi, uno di una farfalla e l'altro con l'immagine di una donna con il messaggio "Madre, perdonami" in russo. È il marchio di una prostituta. 
La sabbia sul suo corpo era collegata a Brighton Beach, una zona quasi esclusivamente russa. Cragen esorta tutti a tacere; se questo è il lavoro della mafia russa, la gente sarà spaventata. Amaro e Fin interrogano Vera, la proprietaria di un caffè russo. Scoprono subito che il tatuaggio della farfalla appartiene a Lena, una donna che ha recentemente festeggiato il suo fidanzamento con Daniel al bar. Amaro aggiorna Benson sulle sue scoperte e rivela anche che suo padre ha abusato di sua madre prima che si separassero. Lo dice casualmente, ma Benson sa di non insistere ulteriormente. 
Più tardi, Benson e Amaro rintracciano Daniel. È irritabile e nervoso, dicendo "Andate via! La uccideranno!" Quando scopre che Lena è morta, singhiozza in modo incontrollabile, urlando "Avevo pagato! Avevo pagato!" Benson e Amaro portano Daniel a interrogarlo. Ammette di aver incontrato Lena su un sito di spose russo chiamato YourCzarina.com.
Si innamorò immediatamente di lei, volò persino in Russia per incontrarla. È chiaro che era davvero follemente innamorato di lei. Daniel dice che Lena era sempre preoccupata che uno dei suoi ex potesse farle del male. Poi qualcuno ha rapito Lena e ha chiesto 100.000 dollari. Disperato, Daniel lasciò i suoi risparmi di una vita a Brighton Beach, ma i rapitori uccisero comunque Lena. 
L'Unità vittime speciali guarda i video casalinghi di Daniel e Lena durante il loro viaggio in Russia. Individuano immediatamente qualcuno che li sta seguendo a distanza; questo potrebbe essere il suo ex. Successivamente, Amaro e Fin rintracciano la fonte di YourCzarina.com. Si tratta di un'agenzia di viaggi. Immediatamente arrestano David, un uomo che si atteggia ad agente di viaggio. Più tardi, Cragen mostra a David la foto dell'uomo che perseguita Lena. David identifica immediatamente l'uomo come un boss della mafia russa di nome Liev Bodrov. È stato collegato a molti altri omicidi di prostitute; ogni prostituta aveva lo stesso tatuaggio "Madre, perdonami". Daniel invita Benson in un bar e le mostra che il profilo di Lena è su RussianSwans.com, solo che ora si chiama Irene. 
Cragen decide di andare sotto copertura fingendo di essere un uomo interessato a Irene. Si incontrano al Duchess Hotel. Sulla scapola di Irene è visibile il tatuaggio di una farfalla. Cragen racconta la triste storia del suo primo matrimonio, ma Irene non si apre al dialogo. Prima che Cragen possa portare Irene nella sua stanza d'albergo, lei scappa. Rollins la intercetta, arrestandola. Benson e la sua squadra chiedono a Lena di condurli a Liev. Lena dice che ha solo una figlia e Liev la ucciderà se Lena andrà alla polizia. I siti di vendita per corrispondenza di Liev sono una copertura per un'operazione di ricatto e un giro di prostituzione. Il compito di Lena è attirare i clienti. Poi Liev finge di rapire Lena e chiede un enorme riscatto. I clienti con il cuore spezzato pagano, e poi Liev uccide una donna innocente e la fa assomigliare a Lena, con tatuaggi e tutto il resto. Lena vuole una via d'uscita, ma è troppo terrorizzata che Liev possa uccidere sua figlia Anna. Lena accetta di attirare Liev in una trappola. Dice a Liev che ha un ricco cliente interessato a lei. 
Una volta che si presenta, l'Unità vittime speciali si precipita dentro. Liev tira fuori una pistola e Rollins gli spara a morte. Lena scoppia in lacrime sapendo che questo significa che sua figlia è quasi certamente morta. Lena guida la squadra in una delle case sicure di Liev, ma sua figlia non è all'interno. Lena scappa, ma Cragen, Benson e Amaro la fermano e la arrestano. Benson scopre che Lena in effetti aveva una figlia di nome Anna, ma che questa è stata uccisa anni fa. Liev ha ucciso l'assassino di Anna e da allora Lena ha ripagato il debito. Cragen incoraggia Daniel a testimoniare contro Lena.
- Guest star: Timothy Busfield (Daniel Carter), Izabella Miko (Lena / Irene), Stephanie March (Vice procuratore Alexandra Cabot).

- Citazioni: "Senza offesa capitano, ma quando è l'ultima volta che è andato sotto copertura?" (Alexandra Cabot), "Probabilmente quando voi non eravate ancora nati!" (capitano Cragen).

## Ipotesi plausibile
- Titolo originale: Educated Guess
- Diretto da: Arthur W. Forney
- Scritto da: Judith McCreary

### Trama
Rollins e Fin trovano Eric, un uomo mentalmente squilibrato, a Central Park che ha le convulsioni a terra completamente nudo. Ha visioni e parla con una ragazza immaginaria. Gli agenti lo portano di corsa al reparto psichiatrico incerti se l'uomo avesse un'allucinazione indotta da droghe o se fosse solo psicotico. Nel reparto psichiatrico, Eric vede una paziente di nome Gia violentata. Eric racconta a Fin e Rollins dello stupro. Naturalmente, sono entrambi un po' sospettosi. Eric descrive il braccialetto di Gia e una profonda ferita sul suo braccio. 
L'Unità vittime speciali va al reparto psichiatrico per indagare. Benson scopre che Gia corrisponde perfettamente alla descrizione di Eric. Benson e Rollins interrogano la ragazza. Scoprono che Gia era molto sconvolta la notte prima e ha dovuto essere sedata. Gia nega di essere stata violentata, ma permette a Benson e Rollins di darle un kit per stupro. 
Amaro dice che Gia potrebbe essere stata violentata; il kit per stupro mostra segni di sperma e DNA maschile. Gia ha una storia di tentativi di suicidio. Rollins e Benson interrogano Diane, la madre di Gia, per ulteriori informazioni sul passato di sua figlia. Diane dice che in passato Gia ha accusato uomini innocenti di stupro perché è malata di mente come suo padre. Mentre escono, Benson e Rollins incontrano Bella e George, gli zii di Gia. Affermano di essere preoccupati per il benessere della nipote.
Amaro scopre che giorni prima del presunto stupro di Gia, lei ha litigato con un altro paziente di nome Jay. Rollins e Amaro interrogano Jay sull'incidente. Jay perde la calma quasi subito e ha uno scatto violento di rabbia prima di crollare in singhiozzi. Sotto ulteriori interrogatori, Jay dice che stava proteggendo Gia da Charles Lee, una guardia che costringe i pazienti a fare sesso con lui. Amaro interroga Charles. Charles dice che Gia gli aveva chiesto una pistola solo un paio di sere prima. Dice che Gia gli ha fatto sesso orale, ma è stato totalmente consensuale. Benson e Rollins interrogano Gia. Gia ammette di aver fatto sesso orale a Charles, ma era così che le avrebbe dato una pistola. Poi lui ha rinnegato l'accordo. Benson chiede a Gia perché voleva una pistola. Gia afferma di aver bisogno di protezione. Poi dice che è stato suo zio George a farle visita e a violentarla. Dice che la violenta da quando aveva 14 anni. 
Rollins ammette che anche lei è stata aggredita nel suo precedente lavoro. Più tardi, Rollins e Benson arrestano George dopo aver visto che ha impersonato un medico per entrare nel reparto psichiatrico la notte dello stupro. L'Unità vittime speciali interroga George. Ammette di essersi innamorato di sua nipote Gia. Afferma che è vero amore e che è accettabile poiché non sono parenti di sangue. Ha aspettato che fosse maggiorenne prima che facessero sesso per la prima volta. George ha impersonato un dottore perché non voleva che sua moglie scoprisse che stava vedendo Gia. George mostra persino agli investigatori una lettera d'amore di Gia; dice che è la prova che non sta violentando la nipote.
- Guest star: Tim Guinee (George Zane), J. Smith-Cameron (Diane Eskas), Natasha Lyonne (Gia Eskas).
- Citazioni: "Un esibizionista in preda ad allucinazioni dice di aver visto una ragazza che veniva stuprata! Diamo il caso a qualcun' altro?" (Detective Munch). "Spero per te che Bill Clinton faccia parte della giuria!" (Detective Munch).
- Curiosità: Nell'episodio c'è una piccola incongruenza, la detective Rollins dice che l'uomo fermato al parco andava in giro "correndo completamente nudo", come prevedeva la sceneggiatura originale, ma in realtà la scena iniziale è stata girata nuovamente dopo la censura del network, che ha imposto il fatto che il personaggio indossasse i boxer, togliendoli solo una volta fermato dagli agenti, pur lasciando la battuta della scena successiva. Questa modifica rende quasi incomprensibili le accuse mosse in tribunale, per "oltraggio al pudore". Ovviamente per tutto il resto dell'episodio si fa sempre riferimento all'accaduto originale, ad esempio quando Munch chiama l'uomo "esibizionista", riferito al fatto che stesse correndo nudo per tutto il parco, o che rischi una pena per "atti osceni in luogo pubblico".

## Un gioco perverso
- Titolo originale: Lost Traveler
- Diretto da: Jean de Segonzac
- Scritto da: Julie Martin e David Matthews

### Trama
Dei genitori rom adoranti permettono per la prima volta al loro bambino di quarta elementare di andare a scuola a piedi da solo. Sono nervosi per questo, ma il loro figlio dice che è pronto. 
A scuola, Nico viene preso di mira per essere rom. Gli studenti lo chiamano indovino e gli sputano addosso. Più tardi, lascia la scuola e lascia cadere accidentalmente uno dei suoi guanti per strada. Amaro e Benson scoprono che Nico è stato rapito. È stato visto l'ultima volta dopo la scuola fuori dalla Caswell Academy. Amaro e Benson parlano con i genitori di Nico, che descrivono un ragazzo di successo e ben adattato che non aveva molti amici a causa della sua etnia rom. Rollins e Fin parlano con l'insegnante e i compagni di scuola di Nico. È chiaro che Nico è il preferito di un insegnante, ma gli altri studenti se la prendono con lui. Prendono persino in giro la madre di Nico, un'indovina. 
Fin e Rollins interrogano Al, un uomo che ha avuto una lite con il padre di Nico, Tomas, solo pochi mesi prima. Al non parlerà. Il detective Dumas entra e chiede ad Al se la scomparsa di Nico ha a che fare con il Rom-Baro, un rom di alto rango che crede nelle vendette e nella giustizia da vigilante. Al non dice una parola. 
In seguito, Benson e Amaro chiedono ai genitori di Nico del Rom-Baro. La madre di Nico scoppia in lacrime, e Tomas finalmente vuota il sacco: non aveva pagato la protezione e forse il Rom-Baro ha reagito rapendo Nico. Tomas dice che ha smesso di pagare solo perché la scuola privata di Nico è troppo costosa. Fin e Rollins chiedono al Rom-Baro della scomparsa di Nico. Il Rom-Baro dice che i genitori di Nico sono emarginati, quindi non possono aspettarsi protezione o preoccupazione dalla comunità Rom. Dice di non aver rapito Nico, ma non è del tutto convincente. 
Più tardi, i genitori di Nico condividono una buona notizia con l'Unità vittime speciali: pensano che Nico sia ancora vivo. Hanno chiamato il suo cellulare e, sebbene la sua casella di posta dicesse "cassetta postale piena", ora accetta nuovi messaggi. Forse Nico ha ascoltato - e cancellato - i messaggi. Forse è ancora vivo. La squadra viene a sapere che qualcuno sta chiamando il telefono di Nico e controlla ed elimina i messaggi tramite Internet, utilizzando una tecnologia VOIP.
L'indirizzo IP porta la squadra nella casa sbagliata; trovano un uomo e suo figlio nel loro appartamento. Il ragazzo non è Nico. Più tardi, la squadra viene a sapere che l'uomo era il signor Griscomb, un giornalista del Ledger. Sta indagando anche lui sul caso di Nico e ha hackerato la segreteria di Nico solo per cercare di trovare indizi. Griscomb dice che solo i genitori di Nico avevano lasciato messaggi sul telefono di Nico. Ha anche hackerato altri telefoni e dice che una donna chiamata dal Rom-Baro è sconvolta; ha affermato che gli altri rom pensavano che suo figlio Mark avesse rapito Nico. 
Benson dice ai genitori di Nico che un giornalista ha violato il telefono di Nico, quindi i messaggi cancellati non significano necessariamente che Nico sia ancora vivo. Più tardi Amaro e Benson chiedono a due ragazzi del vicinato - Courtney ed Emma - di Mark. Dicono che sia un ragazzo inquietante che ha vissuto nel seminterrato di sua madre fino al giorno prima. Catturano Mark nel parco e lo arrestano. Amaro e Rollins interrogano Mark. È chiaramente terrorizzato dalla madre che lo controlla. Sta per confessare qualcosa quando il suo avvocato irrompe, interrompe l'interrogatorio e va via con Mark. Più tardi, Rollins e Amaro parlano con Courtney ed Emma che affermano di aver visto Mark tenere la zampa di coniglio di Nico la notte in cui Nico è scomparso.
Rollins e Amaro usano queste informazioni per ottenere un mandato. Entrano nella casa della madre di Mark e trovano Mark che vive nel seminterrato. Sotto il suo materasso trovano la zampa di coniglio di Nico. Più tardi quella notte, la squadra viene a sapere che Nico è stato trovato morto a Manhattan. I test mostrano che Nico è morto la notte in cui è scomparso. Ha bruciature di sigaretta su tutto il corpo. Fu torturato a morte e strangolato con la sua sciarpa. 
Più tardi, i genitori di Nico identificano il corpo. Sono ovviamente sopraffatti dal dolore, ma quella tristezza si trasforma in rabbia. Vogliono sapere perché Mark non è stato ancora sbattuto in prigione. Il problema è che il DNA di Mark non era su quelle sigarette. Più tardi, la madre di Nico, Nadja, prende in mano la situazione quando cerca di dar fuoco a Mark. Quando Benson parla con Nadja, lei dice di Mark: "Ha cercato di bruciare mio figlio".
L'Unità vittime speciali cerca di capire come Nadja sapeva che il corpo di Nico era stato bruciato con i mozziconi di sigaretta. Rollins ha una teoria: forse gliel'hanno detto Courtney ed Emma. Dopotutto, sembrano sapere un bel po' del caso e del principale sospettato, Mark. Il filmato di sorveglianza mostra le ragazze che seguono Nico poco prima che scomparisse. Sotto interrogatorio, la storia di Courtney ed Emma non torna. Emma alla fine ammette di aver visto Courtney uccidere Nico per essere uno "stupido zingaro" e che non sarebbe mancato a nessuno. Quando Rollins e Amaro interrogano Mark, lui ammette che le ragazze sono venute da lui la notte della scomparsa di Nico. Hanno persino lasciato la zampa di coniglio di Nico.
- Guest star: Cameron Ocasio (Nico Grey), Stephanie March (Vice procuratore Alexandra Cabot), Mark Margolis (Il Rom-Baro), Michael Barra (Marc Rajic), Quinn Shephard (Emma Butler), Ron Rifkin (Avvocato Marvin Exley) Lili Reinhart (Courtney Lane), Wai Ching Ho (Gladys Tang).
- Citazioni: "La polizia che sta dalla parte dei rom, perdonate ma sono un po' scettico" (Il Rom-Baro).

## L'ultimo passaggio
- Titolo originale: Spiraling Down
- Diretto da: Alex Chapple
- Scritto da: Warren Leight e John Paul Roche

### Trama
Vicki Harris scende dall'autobus e viene quasi immediatamente avvicinata da un aggressivo senzatetto. Tre Davis interviene e salva la situazione. Vicki è subito colpita. Tre diventa il protettore di Vicki e la fa prostituire. A un certo punto, dopo che Tre è diventato violento, Vicki chiama suo padre per chiedere aiuto. 
Più tardi, il capitano Jason Harris chiede aiuto ad Amaro per la scomparsa della figlia. Ha servito con la moglie di Amaro a Baghdad. Jason dice che Vicki è in pericolo e ha bisogno dell'aiuto di Amaro. Vicki ha solo 14 anni e ha chiaramente una relazione violenta. L'Unità vittime speciali fa risalire la chiamata di Vicki a suo padre. La trovano in una stanza d'albergo. Quando Vicki afferma che Tre è il suo ragazzo e che non sta facendo nulla di male, Amaro minaccia di arrestarla per prostituzione. Benson cerca di ragionare con Vicki, ma Vicki nega qualsiasi illecito. Sono costretti ad arrestarla. 
Più tardi, Jason e Linda Harris arrivano al distretto, infastiditi dal fatto che la loro figlia sia stata arrestata. Benson assicura loro che Vicki non è da biasimare e che l'aiuteranno. Fin e Rollins tendono un'imboscata a Tre mentre Amaro e Benson parlano con Vicki. Vicki pensa che Tre la ami. Quando Benson e Amaro dicono a Vicki che Tre ha moglie e figli, Vicki scoppia in lacrime e ammette quello che sta succedendo. Più tardi, Fin e Rollins dicono a Tre che se non fa la spia sui clienti con cui lavora, sconterà l'ergastolo. 
Vicki va sotto copertura per attirare i suoi clienti. Amaro è scioccato quando uno dei clienti si scopre essere Jake Stanton, un ex star del football. Fin e Rollins lo arrestano. La cauzione è fissata a $ 50.000. Qualche istante dopo, la moglie di Jake, Georgia, si precipita da Cabot e Benson. Georgia sostiene che Jake non sta bene. Comincia a perdere la memoria e a volte non sa nemmeno dove si trova. Dice che non è un uomo cattivo e che non conosceva l'età di Vicki.
L'Unità vittime speciali esamina i filmati di Jake che gioca a football. Ha subito numerose commozioni cerebrali e Rollins dice che non pensa che sia "tutto lì". Qualche istante dopo, la squadra viene a sapere che Jake si è spogliato davanti a una donna al West Bank Cafe. Amaro è sospettoso, chiedendosi se Jake stia solo fingendo di essere folle. Benson sostiene che la moglie di Jake, Georgia, afferma che il suo comportamento recente non è affatto da lui e crede che possa essere il risultato di un problema mentale. Georgia dice a Benson quanto sono peggiorate le cose. Jake ha bisogno di cure costanti; altrimenti, è destinato a fare qualcosa di orribile. Una risonanza magnetica è inconcludente, quindi non c'è trattamento per qualunque cosa stia soffrendo Jake. Lui e Georgia sono al verde e Jake è troppo orgoglioso per chiedere aiuto. Non possono nemmeno permettersi l'avvocato. Benson dà a Georgia il nome di qualcuno che può aiutarli: Bayard Ellis. 
Più tardi, arriva Ellis e si schiera immediatamente con la presunta vittima, Jake. Dice che Jake è chiaramente esaurito e confuso. Ellis dice che sta valutando la possibilità di affrontare il caso di stupro. In privato, Ellis chiede perché Benson abbia dato a Georgia il suo nome. Dopotutto, così facendo, la Benson sta rischiando il suo distintivo. Benson ammette di essere sicura che Jake non possa essere responsabile delle sue azioni. 
In seguito Ellis parla con Jake e Georgia del caso. Jake non ricorda nemmeno perché è sotto processo. Più tardi, Nick Amaro ha una bella conversazione con sua moglie Leanne via Skype. Parla di Jason, e presto Leanne è irritata; dice che a volte sembra che Nick non le stia parlando, la stia interrogando. Ellis dice alla corte che Jake si sta dichiarando non colpevole per infermità mentale. Ellis dice che il suo cliente ha "capacità ridotta". Jake ha un'esplosione di rabbia, urlando che non è pazzo. Quando finalmente si calma, il processo inizia. Ellis è aggressivo con Fin e procede a fare a Vicki una serie di domande discutibili sul banco dei testimoni. Il dottor Sopher prende posizione per sostenere che Jake potrebbe avere la demenza a causa di numerose commozioni cerebrali. Questo spiega la sua perdita di memoria e la sua mancanza di controllo degli impulsi. Cabot chiede esplicitamente al dottore se Jake ha la demenza. Il medico deve ammettere che l'unico modo per saperlo con certezza sarebbe tramite l'autopsia.
Poi Cabot interroga in modo aggressivo Jake. Jake è terribile sul banco dei testimoni, condivide troppo e si comporta come un clown. Non ricorda che Ellis gli ha detto di rispondere con semplici sì e no. Ellis interroga Jake al banco dei testimoni. Ellis mostra che lo stato mentale di Jake è orribile; Jake non riesce a ricordare da quanto tempo è sposato e non ricorda le domande pochi istanti dopo che gli sono state poste. Non sorprende che la giuria dichiari Jake non colpevole. Quando Benson mostra compassione per Jake, Cabot dice che è tutta colpa di Benson. Dopotutto, Benson voleva perseguire i clienti di Vicki. Cabot implica anche che lei sappia che Benson ha invitato Ellis ad aiutare a combattere il caso di Jake. Dopo il caso giudiziario, i giornalisti sciamano su Jake che sopraffatto e perdendo la testa, si spara.
- Guest Star: Kay Panabaker (Vicki Harris), Treat Williams (Jake Stanton), Andre Braugher (Avvocato Bayard Ellis), Stephanie March (Vice procuratore Alexandra Cabot),  Laura Benanti (Maria Grazie Amaro), Warren Sapp (se stesso) e Jerry Rice (se stesso).

- Curiosità: l'episodio ispirato al caso reale della morte di David Duerson, in seguito al disturbo detto ETC (Encefalopatia Traumatica Cronica).
- Nota: la canzone che si può ascoltare all'inizio dell'episodio è "Honey Dove" cantata da Lee Fields.

## Trucchi teatrali
- Titolo originale: Theatre Tricks
- Diretto da: Constantine Makris
- Scritto da: Warren Leight (soggetto), Marygrace O'Shea (soggetto e sceneggiatura) e Julie Martin (soggetto)

### Trama
È la serata di apertura di uno spettacolo di immersione chiamato "Nove Cerchi" basato sull'Inferno di Dante. Gli spettatori non si siedono sui sedili; partecipano camminando da un set all'altro indossando maschere rituali di animali come una capra, una scimmia o un falco. Nel backstage, il regista Ted Scott porta i fiori nel camerino della sua splendida nuova star, Megan. Ted tenta di baciare Megan sulle labbra, ma lei devia le sue avances. 
Più tardi, Megan recita in una scena in cui una figura mascherata da capra avanza e la afferra da dietro mentre qualcuno con una maschera da falco le tiene le braccia. L'attrice inizia a chiedere aiuto dolorosamente, mentre la capra mascherata la violenta con la forza. Il pubblico sta in piedi e guarda, pensando che faccia tutto parte dello spettacolo. 
Benson interroga Megan, visibilmente scossa, mentre spiega come qualcuno che finge di essere un altro attore nella scena l'ha violentata con la forza sul palco. Non può descrivere l'aggressore o la persona che le teneva le mani se non per le maschere che indossavano: una capra e un falco. Ted si incolpa; pensa che un membro del pubblico sia stato coinvolto troppo emotivamente nello spettacolo e abbia voluto partecipare. Tornati nella stanza della squadra, gli investigatori iniziano a rintracciare i membri del pubblico, guardando le ricevute del botteghino e delle carte di credito. 
Benson e Amaro interrogano nuovamente Megan nel suo appartamento sperando di ottenere maggiori informazioni. Megan si sta riprendendo con l'aiuto della sua coinquilina, Holly. Megan spiega come si è appena trasferita a New York sei mesi fa e questo è stato il suo primo lavoro di recitazione; non riesce a credere che le sia successo. Fin e Rollins visitano l'appartamento di Estelle Roberts. Le ricevute delle carte di credito dimostrano che ha acquistato i biglietti quattro sere a settimana durante le anteprime, ma Estelle è una donna di 60 anni che non è a conoscenza dello spettacolo. Rollins nota che Estelle ha un figlio ed entra nella sua stanza per scoprire enormi foto di Megan incollate su tutto il muro e un collegamento dal vivo dell'appartamento di Megan sul suo computer. 
Megan viene a conoscenza di Jason Roberts, il figlio di Estelle, e accetta di partecipare a una trappola per catturarlo. Durante l'interrogatorio, Jason nega di aver violentato Megan ed è devastato che le sia successo. Ha girato il video della performance e lo dà agli investigatori, che li porta all'uomo che indossava la maschera da falco che teneva con la forza le braccia di Megan durante lo stupro. Rollins e Fin interrogano l'uomo che indossava la maschera da falco. È un critico teatrale che ammette di essere rimasto coinvolto nella commedia e di aver tenuto le braccia di Megan, ma pensava che facesse tutto parte dello spettacolo. Ricorda che l'uomo con la maschera da capra indossava dei gemelli con incisa la parola "sostenuto". Gli investigatori scoprono che quei gemelli specifici appartengono al giudice Gerald Crane. 
Benson e Amaro parlano con il giudice che ammette di essere la capra; nega che il sesso sia stato uno stupro, ma piuttosto è stato consensuale. Dice loro che Megan ha organizzato l'intera cosa per realizzare la sua fantasia di un rapporto sessuale in pubblico. 
Più tardi, l'avvocato del giudice Crane mostra agli investigatori le prove che Megan ha inviato al giudice dettagli specifici su come realizzare la fantasia sessuale. Non si sono mai incontrati di persona, hanno parlato solo via e-mail e su un sito web chiamato "Sugarbabyz" dove gli uomini più anziani possono trovare donne più giovani. Benson chiede a Megan del sito Web "Sugarbabyz" e delle e-mail al giudice, ma lei nega di sapere qualcosa su di loro o di aver mai conosciuto un giudice Crane. 
Più tardi, chiedono a Jason se ha creato il profilo di Megan per il sito web per punirla in qualche modo. Jason dice di no, poi aiuta gli investigatori a scoprire che le e-mail false sono state inviate da un caffè di fronte al teatro. Nuove prove e video di Jason riportano gli investigatori a sospettare del regista dello spettacolo, Ted Scott. Teorizzano che Ted abbia organizzato l'intero stupro per pubblicizzare la sua commedia e per vendicarsi di Megan per averlo rifiutato. 
Fin e Rollins scoprono anche che il giudice Crane ha presieduto il controverso procedimento di divorzio di Ted e che "Dixie" non era solo la parola d'ordine del giudice per Megan, ma anche il nome della prima commedia di Ted. Portano Ted per l'interrogatorio. Ted nega di aver orchestrato lo stupro per vendicarsi. Implora gli investigatori che qualcuno lo sta incastrando. Benson interroga nuovamente il giudice Crane e gli dice con suo sgomento che Megan non era quella che inviava e-mail; è stato incastrato. Il giudice è colto alla sprovvista quando scopre di aver violentato inconsapevolmente una donna. 
Gli investigatori cercano di capire la connessione tra tutti gli attuali sospetti. Guardano il sito web di "Sugarbabyz" con il giudice Crane che mostra loro tutte le donne pubblicate che ha incontrato attraverso il sito. Gli investigatori sono colti alla sprovvista quando indica una delle ragazze con cui è uscito. È la coinquilina di Megan, Holly. Rollins e Amaro trovano Holly che aiuta Megan a mettere in valigia le sue cose per tornare a casa. Hanno fuorviato Holly dicendole che il regista Ted aveva organizzato lo stupro. Megan non ci crede, ma Holly interviene per rafforzare la teoria degli investigatori dicendo che Ted ha sempre oltrepassato i suoi limiti con lei. Rollins poi fa la sua mossa confermando che Holly conosceva Ted attraverso il sito web "Sugarbabyz". 
Megan è confusa quando gli investigatori affermano che Holly e Ted sono usciti in diversi appuntamenti. Holly dice che aveva bisogno di soldi. Gli investigatori dicono a Holly che sanno anche della sua relazione sessuale con il giudice Crane. Holly si mette sulla difensiva, agitata. Era gelosa di Megan e del suo successo. Sebbene Holly fosse l'attrice migliore, veniva sempre ignorata per la più attraente Megan, e ne era stanca. Holly ha dovuto eseguire atti degradanti per andare avanti nella recitazione mentre vedeva Megan catturare senza sforzo gli occhi dei registi.
Organizzando lo stupro, Holly voleva che Megan sapesse cosa si prova ad essere sporchi e usati. Megan è devastata; pensava che Holly fosse sua amica. Holly guarda con rabbia Megan: "Era ora che succedesse qualcosa di brutto nella tua vita".
- Guest Star: Stephanie March (Vice procuratore Alexandra Cabot), Kevin Pollak (Giudice Gerald Crane), Adam Driver (Jason Roberts), Jenn Proske (Megan Weller).
- Citazioni: "Lussuria, bellezza, se l'amore non è follia non è vero amore" (Presentatrice dello spettacolo teatrale).

## Versione ufficiale
- Titolo originale: Official Story
- Diretto da: Michael Smith
- Scritto da: Peter Blauner

### Trama
Benson e Amaro interrogano William Rand dal suo letto d'ospedale. L'aggressione è confusa per lui a causa della droga che ha bevuto. Virginia Pell, consulente legale di Rand, ringrazia gli investigatori per il loro aiuto, ma gli dice che la loro stessa compagnia si occuperà delle indagini. Benson dice a Virginia che non subappaltano le loro indagini e le assicura che capiscono la delicatezza del crimine. Nella stanza della squadra, gli investigatori scoprono che Rand ha ricevuto minacce dai manifestanti prima della sua intervista al telegiornale.
Benson e Amaro interrogano uno dei manifestanti sui suoi commenti minacciosi al CEO. Il manifestante ammette con orgoglio di aver attaccato verbalmente Rand, ma nega di essere andato oltre. Dice agli investigatori di controllare un ex militare che si è nascosto tra i manifestanti per tutta la settimana. Gli investigatori guardano diversi video della polizia della protesta e scoprono che Donald O'Keefe, un ex marine, osserva Rand con sospetto. Rintracciano Donald che sorride quando vede avvicinarsi la polizia e tende liberamente le mani per arrendersi: "Dopo quello che ha fatto alla mia bambina, Rand ha ottenuto ciò che meritava". 
Nella stanza degli interrogatori, Donald ammette con orgoglio di aver aggredito Rand, ma non firmerà una confessione a meno che la polizia non aiuti sua figlia. Donald spiega come sua figlia sia stata drogata e violentata da quattro appaltatori militari di Rand quando lavorava per la Battle-Tested Security a Bassora. Lei ha denunciato l'aggressione alle autorità, ma nessuno ha mai indagato; e ora Donald vuole giustizia. Fin dice a Donald che uno stupro per stupro non è giustizia e che non stanno giocando a "Facciamo un patto". Il capitano Cragen dice agli investigatori che lo stupro della figlia non mitiga l'aggressione di Rand. 
Più tardi, Rand arriva alla stazione per identificare il suo aggressore, ma quando guarda la formazione e vede Donald, nega sospettosamente di riconoscere qualcuno. Amaro pensa che Rand volesse solo dare un'occhiata a Donald, in modo che la sua stessa sicurezza potesse "prendersi cura di lui" in seguito. Oppure, teorizza Benson, Rand non vuole che esaminino il sospetto stupro della figlia. Cragen accetta con esitazione di lasciare che gli investigatori interroghino la figlia di Donald, purché non dimentichino su quale caso stanno indagando. Benson e Amaro parlano con Cory, la figlia di Donald, del suo presunto stupro. Ricorda che mentre era a Bassora è stata drogata e poi brutalmente violentata da quattro appaltatori di Rand. Scoppia in lacrime mentre ricorda la brutalità degli uomini. Una volta che ha denunciato lo stupro, è stata ingiustamente trattenuta per 72 ore da burocrati della sicurezza che erano più preoccupati per il fatto che facesse causa alla compagnia che per trovare il suo kit per stupro misteriosamente perduto. 
Di ritorno alla stazione, Cragen presenta Benson e Amaro al nuovo viceprocuratore distrettuale, David Haden. È lì per indagare sul caso Rand perché si tratta del rapimento di un amministratore delegato di alto profilo. Amaro ribatte dicendo che è lì solo per proteggere l'immagine di Rand. Haden nega l'accusa e, come offerta di pace, organizza un incontro con l'ufficio del procuratore degli Stati Uniti per capire perché lo stupro di Cory non è mai stato indagato. 
All'ufficio del procuratore degli Stati Uniti, vengono a sapere che, a causa della scomparsa del kit per stupro, il Dipartimento di Giustizia non aveva prove sostanziali sulle accuse di Cory. In seguito, Haden si rende conto che, poiché il quartier generale di Rand è a New York, se Benson può provare che un insabbiamento dello stupro è stato diretto da New York, avrebbe giurisdizione per perseguire. Haden incarica Benson e Amaro di trovare il kit per lo stupro perduto. 
Benson, Amaro e Haden intervistano la dottoressa Roush, il medico che ha eseguito il kit per stupro su Cory. La dottoressa piange mentre ricorda la natura violenta dello stupro; "l'hanno fatta a pezzi", dice. Il kit per stupro conteneva enormi quantità di prove ed è stato consegnato alla società di Rand perché Cory era uno dei suoi dipendenti. Più tardi quella notte, Benson e Haden bevono qualcosa insieme. C'è una connessione istantanea mentre si aprono l'un l'altro. Il giorno successivo alla gran giurì, Haden interroga il dottor Roush sul kit per stupro di Cory. Sorprendentemente, la dottoressa Roush cambia la sua storia. La dottoressa Roush ora testimonia che riesce a malapena a ricordare l'incidente o il kit per stupro. Haden ricorda concisamente al dottore che è sotto giuramento, ma il dottor Roush si attiene alla sua nuova testimonianza. Più tardi, la squadra viene a sapere che la dottoressa Roush è scomparsa dalla città. Haden incarica Benson di trovare altri testimoni dello stupro.
Nella stanza della squadra, Cory identifica le foto di altri possibili testimoni, ma la Battle-Tested Security ha spedito tutti loro in incarichi riservati fuori dal Paese. Rollins e Amaro intervistano Jo Marshall, vicepresidente senior dell'azienda. Accusa Cory di essere instabile e di essersi "eccitata" trovandosi in una zona di guerra. 
Più tardi, gli investigatori trovano l'ex impiegato Battle-Tested George Coleman che ammette di essere stato un testimone dello stupro di Cory. È scompigliato e ha vissuto una vita da alcolizzato da quando ha lasciato la società di Rand. Coleman ammette che a Jo Marshall è stato ordinato dal quartier generale di New York di insabbiare lo stupro e accetta di testimoniarlo. Proprio in quel momento, Rand entra nella stanza della squadra per avere un aggiornamento sul suo caso di aggressione. Rand è sorpreso di apprendere che gli investigatori stanno indagando sul presunto stupro di Cory. Chiama Cory una donna mentalmente instabile e poi minaccia sottilmente gli investigatori che non vogliono andare contro di lui, dicendo: "La guerra è affar mio e gli affari vanno bene". 
Più tardi quella notte, inizia la guerra di Rand. Donald viene accoltellato in prigione; Cory viene aggredita da due uomini incappucciati al lavoro; Benson scopre che il suo appartamento è stato saccheggiato e Coleman viene trovato morto nella sua stanza d'albergo per avvelenamento da alcol. Nella stanza della squadra, gli investigatori cercano di ricostruire come Coleman possa essere morto per avvelenamento da alcol. Amaro scopre che l'ultima chiamata di Coleman è stata a James Pell, il padre di Virginia. Benson e Amaro interrogano Virginia sull'ultima telefonata di Coleman. Benson le dice che Coleman è stato assassinato. 
Più tardi, Benson e Haden ascoltano una conversazione telefonica in preda al panico che Virginia fa con Rand dal suo telefono sotto controllo. Virginia interroga Rand sul motivo per cui Coleman è stato assassinato, ma Rand devia la domanda. Virginia quindi le chiede se dovrebbe "correre in montagna", ma Rand le dice di rimanere calma e parleranno più tardi. Benson guarda Haden; hanno bisogno di scoprire cos'è "la montagna".
L'Unità vittime speciali prende Jo Marshall sotto custodia come testimone materiale. Più tardi, Amaro riceve una telefonata minacciosa che insinua che "loro" sanno dove sarà schierata la moglie militare dopo e loro aspetteranno. Nella stanza degli interrogatori, Amaro si precipita furiosamente da Marshall per aver minacciato la sua famiglia dalla compagnia. Marshall dice ad Amaro che è ingenuo; è iniziata una guerra tra l'Unità vittime speciali e la Battle-Tested. 
Amaro riproduce per Marshall una conversazione telefonica registrata tra Rand e Virginia. Durante la telefonata, Rand si preoccupa che Marshall sia un ostacolo e debba "scomparire". Gli investigatori hanno appreso che "montagna" è un riferimento a Iron Mountain, un deposito sicuro; quello che non sanno è cosa ci nasconde Rand. Benson si rende improvvisamente conto che è il kit per lo stupro; Rand lo tenne al sicuro come polizza assicurativa che nessuno lo avrebbe denunciato. Marshall dice loro che non c'è più, ma ha conservato altre prove dello stupro come polizza assicurativa di Rand. Benson dice a Marshall che è ora di incassare. Marshall accetta con riluttanza; farà un patto. 
Haden interroga Marshall davanti alla Gran Giuria. Testimonia che Rand gli ha detto da New York di coprire lo stupro e nascondere il kit per stupro agli investigatori. Più tardi all'eliporto di New York, la squadra arresta William Rand e Virginia Pell. Più tardi, Cory guarda mentre Rand e Virginia vengono trasportati in prigione in manette. Benson rassicura Cory che le accuse non verranno ritirate. Hanno Rand e la sua società al corrente dell'omicidio di Coleman, aggressioni multiple, ostruzione alla giustizia, manomissione di testimoni e molte altre accuse. Amaro riceve una chiamata sul cellulare; è il padre di Cory in linea dall'infermeria del carcere. Passa il telefono a Cory e lei dice in lacrime a suo padre: "Li hanno presi, papà. Li abbiamo tutti". Più tardi quella notte, Benson e Haden escono da un ristorante dopo aver bevuto. Benson dice a Haden che "non lavora così bene con nessuno da molto tempo". Haden è d'accordo. Si guardano negli occhi e si baciano appassionatamente. Un taxi si ferma e Benson sale da sola. Mentre Benson se ne va in taxi, lei guarda Haden e sorride.
- Guest Star: Harry Connick Jr. (Vice procuratore distrettuale David Haden), Laura Benanti (Maria Grazie Amaro),  Ron Rifkin (Avvocato Marvin Exley).

## L'ombra del padre
- Titolo originale: Father's Shadow
- Diretto da: Jean de Segonzac
- Scritto da: Warren Leight e Julie Martin

### Trama
Benson parla a una conferenza delle forze dell'ordine quando l'ingresso del viceprocuratore David Haden attira la sua attenzione. Condividono uno sguardo sorridente mentre Haden si siede. Dopo la conferenza, Haden e Benson escono insieme discutendo delle città del mondo che vorrebbero visitare. Haden sarebbe andato in Sri Lanka mentre Benson sogna di vedere Parigi. Haden le chiede se è interessata a mangiare un boccone; conosce un ottimo Bistrot nelle vicinanze. Benson vorrebbe dire di sì, ma rifiuta perché è ancora in servizio. Haden è deluso ma capisce. Mentre si allontana, grida: "Non aspettare troppo a lungo per vedere Parigi". 
Mallory Jenner, un'aspirante attrice, entra nell'ufficio casting di un reality show. Stringe con entusiasmo la mano al produttore dello spettacolo, Fred Sandow, alla sua assistente, Jess, e al suo produttore associato e figlio, Eddie. Mallory è visibilmente nervosa; Fred le offre dello champagne in modo che possa rilassarsi. Dopo un paio di riprese, Fred chiede alla sua assistente e al figlio di lasciare la stanza. Una volta che se ne sono andati, Fred le dà una lezione individuale per mostrare al meglio la sua personalità. 
Più tardi durante la notte, Mallory è svenuta ubriaca su una panchina del parco. Passa un uomo sulla ventina; scuote Mallory, ma lei non si muove. Si guarda intorno e nessuno si accorge della situazione; le sale sopra e si apre i pantaloni. Presto un dog sitter si avvicina e si accorge dell'aggressione. Insegue l'uomo e chiama la polizia. Mentre la polizia ammanetta il ventenne, lui si dichiara innocente. Il ventenne esclama: "Pensavo fosse morta." Rollins e Fin si scambiano uno sguardo di disgusto mentre lo portano via. 
Rollins scopre che il ventenne è ricercato, ma lo stupro non si adatta al suo profilo. Fin e Rollins gli parlano. Ammette che gli piace toccare le donne, ma non è uno stupratore. Nell'ufficio del medico legale, Benson e Amaro scoprono che Mallory aveva alcol e droga nel suo organismo. Sono stati trovati anche peli pubici grigi, il che sorprende Benson perché il loro sospettato ha poco più di 20 anni. Determinano che il loro attuale sospettato era solo un opportunista mentre la persona che ha somministrato di nascosto la droga è ancora latitante.
Al Mercy Hospital, Benson e Amaro interrogano Mallory. Non ha alcun ricordo di come sia finita sulla panchina del parco o dell'aggressione sessuale; l'ultima cosa che ricorda è di aver vomitato su un taxi. Fin e Rollins trovano il taxi; il tassista dice che un ragazzo gli ha pagato 50 dollari per portarla a casa. Trovano il telefono di Mallory nel taxi e, secondo il suo programma, ieri ha fatto un'audizione alla Sandow Films. 
Benson e Amaro visitano l'ufficio della Sandow Films e interrogano l'assistente, Jess, e il figlio di Sandow, Eddie. Il figlio ammette di aver messo Mallory sul taxi la scorsa notte e dice agli investigatori che dovranno aspettare per intervistare suo padre; è in un'audizione a porte chiuse. Amaro non ascolta e apre la porta dell'ufficio casting per trovare Fred sopra una donna bionda con la camicia e i pantaloni slacciati. La camicetta della donna bionda è aperta e sembra drogata. Benson nota un bicchiere di champagne accanto al divano e arrestano Fred Sandow. 
Eddie diventa frenetico quando suo padre viene messo in manette; carica verso Amaro e deve essere trattenuto e ammanettato da Benson. Nella stanza degli interrogatori, Fred e il suo avvocato spiegano a Rollins e Fin che stava provando una scena per il suo reality show con la donna bionda quando il detective Amaro ha fatto irruzione ed è saltato alle conclusioni. La donna si stava semplicemente concedendo per essere nel suo reality show. Rollins chiede di Mallory Jenner e Fred risponde che era ubriaca prima dell'audizione. Rollins ribatte che Mallory è stata drogata e i residui trovati sui bicchieri di champagne lo proveranno. Fred dice loro con enfasi che non ha violentato quella ragazza.
Benson intervista Lacey, la ragazza bionda della sala delle audizioni. Dice sorprendentemente a Benson che non è stata violentata; tutto è stato consensuale. Benson cerca di convincere Lacey a non avere paura della verità, ma Lacey si attiene alla sua versione della storia. Benson e Amaro rimangono senza parole per quanto alcune persone sono disposte a fare per andare in televisione. Eddie difende con veemenza suo padre, mentre Benson e Amaro lo interrogano. Giura che suo padre è innocente e Mallory era ubriaca. 
Più tardi, Finn e Rollins intervistano Jess nell'appartamento che condivide con sua figlia ed Eddie. Dopo un po' di sollecitazioni, Jess porge agli investigatori la biancheria intima e le calze di Mallory che ha trovato sul pavimento il giorno dopo l'audizione e un elenco di altre attrici che potrebbero essere andate a letto involontariamente con Fred. La squadra perquisisce l'ufficio di Sandow e trova bottiglie di droga nella sua scrivania che corrispondono ai residui trovati sui bicchieri di champagne. Fred viene rinviato in prigione senza cauzione con sgomento di Eddie. Più tardi nella stanza della squadra, Eddie affronta fisicamente Benson e la incolpa per tutto ciò che sta andando storto. Minaccia Benson che se succede qualcosa a suo padre, se ne pentirà. 
Più tardi quella notte, Jess arriva a casa e trova Eddie che punta una pistola su sua figlia. Ha scoperto che Jess ha aiutato gli investigatori e non le sta permettendo di farla franca. La situazione è degenerata in un vero e proprio sequestro di persona. I poliziotti e la SWAT hanno allestito un perimetro mentre cercano di stabilire un contatto con gli uomini armati. Eddie ha chiesto di Benson, ma il capitano Cragen è riluttante a lasciarla salire nell'appartamento; potrebbe incastrarla. Benson arriva alla porta dell'appartamento indossando un giubbotto antiproiettile e cerca di parlare con Eddie. È instabile e chiede di rilasciare suo padre dalla prigione, altrimenti ucciderà Jess e sua figlia. Benson dice al negoziatore di ostaggi che Eddie non ha il controllo degli impulsi; la loro migliore opzione è convincere il padre a collaborare e venire sulla scena per parlare con suo figlio.
A Rikers Island, Rollins e Fin chiedono a Fred di convincere suo figlio a rinunciare prima che le cose vadano oltre il punto di non ritorno. Fred è disposto ad aiutare solo se faranno un patto con il suo avvocato per far cadere tutte le accuse contro di lui. Rollins e Fin sono scioccati dal fatto che un padre si comporti in modo così freddo con un figlio nei guai. Benson si trova in una situazione difficile quando scopre che Fred non verrà a dissuadere Eddie. All'improvviso Eddie apre la porta dell'appartamento, con la pistola pronta. Chiede quando arriverà suo padre. Benson dice a Eddie la dura verità; suo padre non vuole venire. Eddie non le crede, dice a Benson che è una bugiarda, poi sbatte la porta dell'appartamento. Benson e la SWAT discutono delle loro opzioni. Hanno deciso di chiamare la madre e la sorella di Eddie per aiutarlo; se non faranno alcun progresso allora porteranno fuori la bambina. Benson li avverte che il suo rapporto travagliato con la madre non farà altro che alimentare il fuoco. 
Haden entra e concorda con la valutazione delle squadre SWAT; devono portare fuori la bambina. Benson risponde a Haden dicendo che ha torto. Eddie è solo un ragazzo spaventato che ha bisogno di una chance. Di notte arrivano la madre e la sorella separate di Eddie. La sorella dice a Benson che è una buona cosa che il padre sia dietro le sbarre; quando era più giovane, Fred l'avrebbe molestata. Ecco perché si sono allontanati da Eddie. Ha idolatrato suo padre così tanto che non avrebbe creduto alla dura verità.
All'interno dell'appartamento, Jess e sua figlia iniziano a camminare verso il bagno. Eddie chiede che si fermino, ma Jess rifiuta. Cominciano a lottare, strappandosi l'un l'altro la pistola di Eddie fino a quando non parte un colpo. Benson corre alla porta dell'appartamento poco prima che la SWAT si prepari a sfondarla. Li supplica di aspettare; lei può convincere Eddie. Eddie urla dall'appartamento che Jess è stata colpita. Giura che è stato un incidente. Benson fa un patto per entrare nell'appartamento per controllare Jess. Entra lentamente e scopre che Jess è stata colpita a una gamba e trema per lo shock. 
Benson convince Eddie a tenere la pistola puntata su di lei mentre i medici vengono a portare fuori Jess. Benson parla con Eddie faccia a faccia e lei gli dice la dura verità su suo padre: come non voleva venire in soccorso di Eddie e come ha molestato la sorella di Eddie quando aveva quindici anni. Ecco perché sua madre e sua sorella sono scappate, non perché a loro non importasse di lui, ma perché suo padre era un predatore sessuale. Eddie crolla per il peso della verità; non può affrontare la consapevolezza che suo padre sia una persona cattiva. Razionalizza che se qualcosa non va in suo padre, allora qualcosa deve essere sbagliato anche in lui. Punta la pistola contro Benson e si mette davanti alla finestra. 
Benson spinge Eddie lontano dalla finestra. Implora Eddie che ha una scelta. Non deve essere come suo padre. Con le lacrime che gli rigano le guance, Eddie dà la pistola a Benson. Fuori dall'appartamento, Benson osserva un Eddie spaventato e indifeso che viene messo all'interno di un'auto della polizia e portato via. Haden si avvicina e chiede a Benson cosa ha fatto per far cedere finalmente Eddie. Guarda solennemente Haden, fa un respiro profondo e risponde che gli ha semplicemente detto la verità.
- Guest Star: Harry Connick Jr. (Viceprocuratore distrettuale David Haden), Michael McKean (Kurt Sandow), Cameron Monaghan (Eddie Sandow), Karen Tsen Lee (Dottoressa Susan Chung).

## Violazione di domicilio
- Titolo originale: Home Invasions
- Diretto da: Jim McKay
- Scritto da: Bryan Goluboff

### Trama
Sidney Eckhouse è seduto nel suo soggiorno a guardare la pallacanestro in TV con la figlia Emmy e la moglie Joan. Emmy cerca di andarsene mentre Sidney inizia ad arrabbiarsi per la sconfitta della sua squadra. Chiede a Emmy di sedersi di nuovo; scommetterà con lei che vinceranno, ma Emmy non vuole scommettere. Suona il campanello e Joan si dirige verso la porta pensando che sia il loro cibo cinese che viene consegnato. Quando Joan apre la porta, è sorpresa di trovare un uomo con un passamontagna che improvvisamente le punta una pistola e spara. 
Più tardi, l'Unità vittime speciali arriva a casa di Eckhouse e trova Joan uccisa a colpi di arma da fuoco sulla soglia e Sidney ucciso sul divano. Emmy è stata portata d'urgenza al pronto soccorso in condizioni critiche con un proiettile in testa. Benson guarda tristemente il muro del soggiorno su cui è dipinta la parola "Queers". 
Rollins e Fin interrogano il fidanzato di Emmy, Rob, e suo padre, il signor Fisher. Rob è visibilmente sconvolto dalla situazione. Emmy doveva andare a casa sua per studiare quella notte, ma suo padre le impedì di andare. Il signor Fisher sa poco della famiglia Eckhouse tranne che Joan era una maniaca del lavoro come consigliere capo della Coalizione Dei Diritti Gay di New York. Ricorda di aver visto un'auto della polizia parcheggiata fuori casa loro circa un mese fa, ma non sa a cosa servisse.
All'ufficio della Coalizione Dei Diritti Gay, Benson intervista Maureen Manning, emotivamente scossa. Dice loro che nelle ultime settimane Joan era spaventata, ma Maureen non conosce altri dettagli. Tra le lacrime, Maureen rivela che Joan e lei erano coinvolte come coppia; Joan avrebbe lasciato Sidney non appena Emmy fosse cresciuta. 
Benson e Amaro interrogano Carmen Vasquez, un'ex cameriera degli Eckhouse. Carmen è profondamente rattristata dalla notizia di Emmy; si prende cura di Emmy da quando aveva due mesi, ma non c'è più un buon rapporto tra lei e i genitori. Carmen rivela con riluttanza che Sidney l'ha licenziata un paio di mesi fa; ha detto che ha rubato i gioielli di Joan, ma lei giura che stava mentendo.
Carmen rivela che Sidney aveva un serio problema con il gioco e ha rubato lui stesso i gioielli per saldare i suoi debiti. Più tardi, Benson e Amaro fanno visita al fratello di Carmen, Jimmy, che aiutava a casa Eckhouse. Jimmy è un predicatore che tiene sessioni di studio della Bibbia in un negozio davanti alla chiesa. Jimmy è profondamente addolorato per Emmy; lei era il suo angioletto. Ribadisce ciò che sua sorella ha detto su Sidney; è un giocatore compulsivo che ha costretto Emmy a piazzare le sue scommesse quando era troppo ubriaco per farlo da solo. 
Benson e Amaro interrogano Murphy, un allibratore che non si lascia intimidire dalla polizia. Gli chiedono di Sidney, ma lui è deciso a non fornire loro alcun dettaglio. Senza prove concrete, Benson non ha altra scelta che lasciarlo andare. Mentre Murphy attraversa la stanza della squadra, abbina sottilmente gli occhi a Rollins, che è sorpreso di vederlo. Più tardi, Rollins sta facendo benzina quando viene improvvisamente afferrata da dietro e presa a pugni allo stomaco da Murphy. Colpisce il suolo con forza, senza fiato. Minaccia che deve pagare i suoi debiti o la prossima volta non lo vedrà arrivare. 
Più tardi, Rollins rivela con riluttanza a Finn che ha un problema con il gioco d'azzardo ed è profondamente legata a Murphy. È intrappolata e non sa cosa fare. Finn le dice che abbatteranno Murphy e la sua organizzazione, ma ha bisogno di chiarire con il capitano. Più tardi, la squadra irrompe nell'operazione di allibratore di Murphy e mette tutti agli arresti. Il capo allibratore dice alla squadra che nessuno nella sua organizzazione ha fatto uccidere Sidney o la sua famiglia. 
In ospedale, Emmy è uscita dal coma ma non ricorda molto della sparatoria. Amaro nota che Emmy è in cura per gli antivirali e chiede al dottore perché. Il dottore rivela che l'intervento chirurgico di Emmy ha innescato un'epidemia di herpes genitale. Il ragazzo ha giurato che non stava facendo sesso con Emmy. 
Più tardi, Benson e Amaro interrogano nuovamente il signor Fisher sulla relazione di suo figlio con Emmy. Il signor Fisher crede che suo figlio abbia detto loro la verità quando ha detto che sia Emmy che lui erano vergini. Mentre Benson e Amaro si avvicinano alla loro macchina, teorizzano come Emmy possa aver avuto l'herpes quando afferma di essere vergine.
Rollins entra nell'ufficio di Cragen e rivela di avere un problema con il gioco. Cragen annuisce; sembra che Murphy l'abbia già denunciata nella speranza di ottenere un rilascio. Cragen dice a Rollins di aver già informato gli affari interni della situazione; non vuole dare motivo agli avvocati di Murphy di far archiviare il suo caso. Quindi Cragen chiede severamente a Rollins se ha mai fatto un favore a Murphy. Rollins giura che Murphy non ha mai saputo che lei fosse una poliziotta finché non l'ha vista nella stanza della squadra.
Rollins otterrà una nota disciplinare inserita nella sua fedina penale e dovrà farsi aiutare con la sua dipendenza dal gioco, ma Cragen le dà un'altra possibilità e la mantiene in squadra.
I risultati di laboratorio provengono dall'autopsia di Sidney e sia il padre che la figlia risultano positivi allo stesso ceppo di herpes. Sembra che Sidney stesse molestando sua figlia. Cragen dice agli investigatori di scoprire chi altro potrebbe averlo saputo. 
In ospedale, Benson chiede a Emmy delle molestie da parte di suo padre. All'inizio Emmy lo nega, ma presto si apre con Benson sugli orrori che Sidney le ha inflitto. Emmy giura di non averlo mai detto a nessuno.
Più tardi, Benson e Finn interrogano nuovamente Carmen per vedere se sapeva delle molestie di Emmy. Più tardi arriva il rapporto balistico. Il DNA del padre e della figlia era presente nel proiettile che ha colpito Emmy, il che significa che il proiettile ha attraversato Sidney ed è rimbalzato accidentalmente su Emmy. Non è mai stata un obiettivo prefissato. Amaro e Rollins intervistano nuovamente Jimmy nella stanza degli interrogatori. Sanno che Jimmy teneva profondamente a Emmy e che avrebbe fatto qualsiasi cosa per proteggerla. Amaro poi gioca un'intuizione e mente a Jimmy. L'ospedale ha chiamato con cattive notizie; Emmy ha avuto una complicazione con la sua guarigione ed è morta. Jimmy è sotto shock; non riesce a crederci. 
Jimmy ha un crollo e ammette di aver ucciso i genitori di Emmy per proteggerla. Non doveva essere lì quella notte; doveva essere a casa del suo ragazzo a studiare. Nell'altra stanza degli interrogatori, Carmen ammette con riluttanza a Benson di aver pianificato tutto. Parlando con Cragen, Benson e Amaro cercano di capire se Emmy ha avuto un ruolo nell'omicidio dei suoi genitori. Tutte le prove indicano che Emmy ha lavorato insieme a Jimmy e Carmen per pianificare l'ora e il luogo del crimine. Benson e Amaro incontrano Emmy in ospedale e cercano di strapparle la verità. Emmy piange mentre ammette la verità. Lei ammette che Carmen e Jimmy stavano cercando di salvarla. Emmy ha detto loro che venerdì sera i suoi genitori sarebbero stati entrambi a casa e ha detto loro di scrivere 'Queers' sul muro in modo che la polizia pensasse che fosse un crimine d'odio. 
Amaro capisce perché ha voluto uccidere suo padre e chiede ad Emmy perché abbia voluto uccidere anche sua madre. E lei risponde che suo padre era solo patetico, mentre sua madre la odiava ancora di più perché ha lasciato che accadesse. Emmy dice agli investigatori che Jimmy e Carmen hanno cercato di dire la verità a sua madre, ma era troppo preoccupata di salvare il mondo per salvare sua figlia. Quando Emmy viene arrestata, abbraccia Rob un'ultima volta e gli sussurra che adesso è libera.
Cragen accompagna Rollins ad un incontro dei Giocatori anonimi.

## Terreno di caccia
- Titolo originale: Hunting Ground
- Diretto da: Jonathan Kaplan
- Scritto da: John Paul Roche (soggetto e sceneggiatura), David Matthews (sceneggiatura) e Warren Leight (soggetto)

### Trama
Benson e Haden lasciano un cinema insieme. Ridono e sembrano essere felici mentre Haden avvolge Benson tra le braccia, finché lei esita e indietreggia. Haden la rassicura dicendo che possono andarci piano se è quello che vuole. Benson sorride, pensa che sia la cosa perfetta da fare. Tornati all'appartamento di Benson, stanno guardando i menu cinesi da asporto quando iniziano a baciarsi appassionatamente. Haden dice gentilmente a Benson che capisce che una relazione è difficile per lei, ma non importa cosa le sia successo in passato, può gestirla. Benson sorride rassicurante mentre si abbracciano. 
Nel frattempo, Brewster, un uomo dall'aspetto mediocre, e il suo cane Orion prendono un giornale da un chiosco di strada di New York. Gira sul retro del giornale per la pagina delle escort e chiama uno degli annunci. Chiede a una ragazza un appuntamento; pagherà in contanti poiché sua moglie controlla gli estratti conto della carta di credito. In un condominio della classe media, la sedicenne Haley mente a sua madre dicendo che ha appena ottenuto un lavoro di catering dell'ultimo minuto e deve andarsene. 
Più tardi quella notte, Haley e Brewster hanno appena finito di cenare e tornano al suo camion. Guarda dentro con cautela e nota Orion seduto dietro. Brewster le apre la porta ma lei è riluttante ad entrare. Brewster la rassicura che va tutto bene, mentre Orion la annusa. Più tardi, la pioggia colpisce il parabrezza del camion mentre Benson guida e Orion è sul sedile del passeggero anteriore. Nella parte posteriore sentiamo grida di "aiuto" da una Haley contusa. Si trova nella gabbia del cane e sta implorando per la sua vita. Brewster risponde freddamente che dipende solo da lei. Benson e Amaro ascoltano un messaggio vocale di Haley mentre sua madre trattiene le lacrime. Il messaggio dice: "Mamma... sono una ragazza cattiva... faccio sesso con uomini per soldi." La voce di Haley si incrina per l'angoscia mentre il messaggio finisce bruscamente; Haley è stata ovviamente costretta a dire quelle parole. 
Più tardi, Fin e Rollins interrogano Stella, il capo della società di catering di Haley, per sapere se è davvero una copertura per un servizio di escort. Stella giura che non aveva idea che Haley avesse davvero 16 anni. Dice agli investigatori che Haley doveva incontrarsi per cena con un cliente che voleva un'esperienza da fidanzata. Ha pagato in contanti e ha detto che si chiamava Brewster. 
Fin e Rollins interrogano un altro servizio di escort su una ragazza scomparsa della stessa età di Haley. Il capo del servizio dice loro con riluttanza che la ragazza scomparsa si chiama Roxy. Sfoglia i suoi file e scopre che l'ultimo cliente di Roxy era un uomo che pagava in contanti di nome Brewster. Nella stanza della squadra, Rollins racconta quello che sanno di Haley e Roxy. Entrambe sono scomparse dopo un appuntamento con un uomo di nome Brewster. Il capitano Cragen dice a Finn e Rollins di controllare le altre agenzie di escort per vedere se hanno ragazze scomparse simili e dice a Benson di ispezionare tutti i ristoranti vicino al luogo in cui Haley e Brewster si sono incontrati; forse un cameriere li ricorda. 
Da qualche parte nel bosco, Orion abbaia selvaggiamente mentre insegue Haley, urlante e ferita. Viene braccata e cerca di riposare dietro un albero, ma Brewster spara con un fucile da caccia e un proiettile colpisce un albero a pochi centimetri dalla sua testa. Nella stanza della squadra, Fin ha trovato un escort di nome Miranda che ricorda un ragazzo che corrisponde alla descrizione di Brewster. Alla fine dell'appuntamento ha cercato di portarla nel suo camion, ma lei ha rifiutato e si è allontanata quando ha sentito che si stava comportando in modo sospetto.
Miranda guarda le foto segnaletiche nella stanza della squadra, ma non riesce a trovare qualcuno che sembri familiare. Dice loro che Brewster all'inizio sembrava simpatico, ma quando è andata alla sua macchina, ha visto delle pale nel suo bagagliaio. Voleva portarla su una spiaggia, ma era spaventata e se n'è andata. Descrive il cane che era con lui, aveva la coda come quella di un procione. Sulla base delle informazioni fornite loro da Miranda, concludono che Brewster potrebbe vivere vicino a Dead Horse Bay. 
Benson e Amaro guidano fino a lì e trovano un agente di pattuglia che ricorda di aver visto un cane sulla spiaggia locale che corrisponde alla descrizione di quello che stanno cercando. Più tardi in spiaggia, i tecnici del crimine perlustrano la zona con i cani da ricerca e trovano numerosi corpi sepolti all'interno. La squadra scopre sei corpi sotto la sabbia; fortunatamente il cadavere di Haley non è fra loro. 
I tecnici ritengono che Brewster abbia ucciso le donne altrove e abbia seppellito i corpi sulla spiaggia. Ora devono solo scoprire dove si trova la sua zona di caccia. Più tardi, il medico legale dice agli investigatori che tutte le vittime avevano un tranquillante per cavalli nel loro organismo. Il medico legale identifica il corpo che si trova di fronte a loro come Roxy, una delle prime escort scomparse. Fortunatamente il medico legale ha trovato tracce di zecche sul suo corpo. Saranno in grado di testare il DNA della zecca e scoprire in particolare in quale bosco si trovava prima di morire. 
Successivamente, arrivano i risultati del DNA della zecca; le montagne Catskill corrispondono al DNA della possibile zona di caccia di Brewster. Benson e Amaro trovano una donna che è scappata da Brewster: è in un istituto psichiatrico dove è stata ricoverata per anni. Il suo nome è Lizzy ed è frenetica mentre Benson cerca di parlarle di Brewster. Racconta loro del "gioco", di come l'avrebbe liberata nei boschi e poi l'avrebbe cacciata con il suo cane come se fosse un animale selvatico. Tornati ai loro uffici, la squadra scopre la posizione di Brewster grazie alle informazioni che Lizzy è stata in grado di fornire loro. È una riserva di caccia nelle Catskills gestita da Graham Winger, un uomo che corrisponde alla descrizione di Brewster. Presto Benson, Amaro e la SWAT perquisiscono i boschi finché non trovano una baracca isolata. Entrano e trovano Haley sedata e incatenata a un letto. Benson cerca di parlare con lei mentre gli altri continuano la loro ricerca di Brewster.
All'improvviso Benson si gira e trova Brewster che le punta la pistola contro; è intrappolata. Brewster prende in ostaggio Benson e le dice che non ha via d'uscita, conosce i boschi meglio di chiunque altro. Mentre Brewster sta per uccidere Benson, viene improvvisamente colpito da Amaro che arriva all'ultimo secondo. Di ritorno all'Unità vittime speciali, Cragen si congratula con Amaro per aver sparato e informa tutti che Haley è in terapia intensiva, ma ce la farà. 
Più tardi, Amaro chiama sua moglie Maria in Afghanistan per assicurarsi che stia bene. Le dice cosa è successo con il caso, anche se mente e dice che Brewster è stato catturato, non ucciso. Dice a sua moglie di stare al sicuro mentre riattacca e si siede da solo, pensando alle complicazioni della sua prima uccisione in servizio.
- Guest Star: Harry Connick Jr. (Viceprocuratore distrettuale David Haden), Emily Kinney (Haley Cole), Laura Benanti (Maria Grazie Amaro), Josh Mostel (Signor Roth).
- Nota: l'attrice Emily Kinney, che recita il ruolo della vittima Haley Cole, una sedicenne, aveva in realtà ventisei anni quando è stato  girato l'episodio. Emily Kinney, che dimostra molto meno della sua età reale, ha spesso recitato in ruoli da teenager, come ad esempio nella serie The Walking Dead.
- Citazioni: "I denti erano pieni di placca, non se li lavava da un bel po'. Strana anche la sua dieta, abbiamo trovato delle ghiande nell'apparato digerente. Le ascelle e le gambe non erano depilate, cosa che non ti aspetti da una escort!" (Dottoressa Melinda Warner)

## Servizi per l'infanzia
- Titolo originale: Child's Welfare
- Diretto da: Holly Dale
- Scritto da: Peter Blauner (sceneggiatura), Julie Martin (sceneggiatura) e Warren Leight (soggetto)

### Trama
L'inquietante ronzio di un macchinario echeggia attraverso uno scantinato buio mentre si sente il debole suono di una donna che grida di dolore. Vediamo scorci di una madre incinta mentre un'altra donna la motiva delicatamente a continuare a spingere finché non sentiamo le grida di un neonato. La sagoma di un uomo guarda il bambino e scuote la testa con disgusto, dicendo che un maschio non va bene. La madre del bambino inizia a farsi prendere dal panico, dicendo di non prenderlo.Più tardi, due vagabondi vengono svegliati sui gradini della chiesa quando trovano un bambino abbandonato in una scatola che piange. 
In un appartamento di New York City, Simon Marsden, il fratellastro di Benson, e sua moglie Tracy e due bambini parlano con un lavoratore dei servizi per l'infanzia. L'operaio chiede al bambino come si sia procurato il grosso livido sulla fronte. Il ragazzo dice che suo padre lo ha lasciato cadere accidentalmente mentre stavano giocando. Più tardi, la polizia prende con la forza i bambini di Simon in custodia protettiva tra le lacrime e le urla di tutta la famiglia. Simon dice alla polizia che non hanno il diritto di prendere i suoi figli, ma gli danno un ordine di ingiunzione dicendo che i bambini verranno allontanati per la loro sicurezza. 
Benson e Amaro ricevono una telefonata sul bambino abbandonato e iniziano a uscire dalla stanza della squadra quando Simon arriva di corsa. Benson è sorpresa di vedere suo fratello per la prima volta in cinque anni mentre chiede rapidamente il suo aiuto. Simon le racconta dei suoi due figli, un figliastro di 5 anni di nome Ty e Olivia di 1 anno.
Benson accetta di aiutare Simon ma solo se le dice tutta la verità. Simon le racconta di come stava guidando con la famiglia quando è stato fermato da un poliziotto ed è stato costretto a svuotare le tasche dove aveva una canna di marijuana. Il poliziotto lo ha arrestato sul posto e ha mandato un assistente sociale a casa sua per controllare il loro ambiente di vita. Più tardi, il capitano Cragen si avvicina a Benson e avverte Benson di stare attenta a suo fratello. Benson apprezza l'avvertimento, ma Simon è la sua unica famiglia; lei deve aiutarlo. 
Amaro e Rollins sono al Mercy Hospital per interrogare il medico che si è preso cura del bambino abbandonato. Dice loro che non c'erano segni di abuso o danno. Un'infermiera neonatale tira fuori il bambino sano per mostrarlo agli investigatori mentre Rollins chiede al dottore il campione di DNA del bambino. Più tardi nella stanza della squadra, Munch dice che la coppia di senzatetto che ha trovato il bambino ha visto anche un furgone rosso sospetto che girava per la zona. Rollins dice a Cragen che hanno il campione di DNA del bambino, ma ci vorrà del tempo per esaminare tutti i registri per vedere se compare una corrispondenza.
Benson parla con il consigliere Bayard Ellis che sta iniziando a interessarsi al caso di suo fratello dopo aver appreso che la moglie di Simon è afroamericana. Ellis pensa che potrebbe essere in grado di mostrare un modello di profilazione nell'arresto e nella custodia dei figli. A corte, Ellis riesce a far ritirare le accuse di droga di Simon dopo che è stato in grado di dimostrare che si trattava di una perquisizione illegale. 
Dopo il processo, Benson incontra felicemente sua nipote ai servizi per l'infanzia. "È bellissima", dice Benson mentre tiene la piccola Olivia tra le braccia. Simon dice a Benson che questa è la tua famiglia mentre tutti stanno insieme per la prima volta. Il giorno successivo al Family Court, Ellis combatte per il ripristino dei diritti genitoriali di Simon, ma viene fermato da un giudice riluttante. Il giudice dice che anche se le accuse di droga sono state ritirate, Simon ha una passato di problemi con la legge. Vuole che Simon completi un programma di riabilitazione dalla droga e, nel frattempo, ai bambini verrà ordinato di stare con una famiglia affidataria. 
Finn e Rollins parlano con Cragen del DNA del bambino che corrisponde a quello di Celia Barber, una ragazzina di 13 anni che è stata rapita tre anni fa e non è mai stata recuperata. Leo Barber dice a Benson che ha pregato per questo giorno quando scopre che sua figlia è ancora viva. Leo stava andando in bicicletta con Celia tre anni fa quando un furgone rosso si fermò e l'afferrò. La polizia e la sua ex moglie lo hanno accusato della sua scomparsa e da allora vive un incubo. 
La squadra scopre un caso di abbandono di neonato simile a Newark che corrisponde stranamente alla stessa descrizione del loro neonato. Rollins e Amaro eseguono un controllo del DNA sul secondo neonato e non trovano riscontro nella madre; tuttavia c'è una corrispondenza sul padre. Sembra che lo stesso uomo stia mettendo incinta più ragazze. 
Amara e Rollins si dirigono a Newark e parlano con i genitori adottivi del secondo neonato. Sembrano nervosi a parlare con la polizia. Amaro è in grado di convincerli che una donna senzatetto di nome Lori si è avvicinata a loro l'anno scorso e ha detto che il loro bambino adottivo era davvero suo. All'inizio pensavano che Lori fosse solo pazza; ma presto iniziò a fornire dettagli intimi sul bambino e si resero conto che la donna poteva davvero essere la madre del bambino. Benson e Amaro trovano una Lori tesa in un centro di accoglienza per donne e la interrogano. Lori racconta loro la sua storia; è scappata di casa e ha ricevuto un passaggio da una coppia in un furgone rosso. Pensava che sarebbe stato al sicuro perché erano una coppia, ma non lo era. L'hanno tenuta imprigionata per oltre un anno in uno scantinato e l'hanno costretta a chiamarli "mamma e papà". L'uomo avrebbe violentato Lori per metterla incinta, ma quando ha partorito hanno scartato il bambino perché "non volevano maschi in casa". Dopo aver preso il bambino di Lori, l'hanno scaricata allo Yankee Stadium e se ne sono andati.
Il capitano Cragen informa Benson che suo fratello e sua moglie hanno rapito i loro figli dall'affidamento e che c'è un'allerta gialla su di loro. Più tardi, Benson e Cragen trovano Simon nel bel mezzo dell'arresto nel New Jersey. Dopo alcune liti, riescono a ottenere la custodia di Simon e a non trasformare il suo caso in un'accusa federale di rapimento. Simon non riesce a credere di essere diventato un padre così orribile. Capisce se ha completamente smesso di aiutarlo. 
Più tardi, Ellis cerca di difendere Simon e sua moglie inutilmente. A sua moglie viene concessa la cauzione, ma Simon viene ripreso in custodia fino al processo. Ellis dice a Benson che le possibilità di Simon di riavere i suoi figli stanno diminuendo rapidamente. 
Rollins e Amaro continuano a interrogare Lori sulla sua orribile esperienza. Lori per lo più si è comportata bene dopo aver appreso le regole, ma una volta quando ha saputo che la polizia era in casa, ha gridato aiuto fino a quando la "mamma" ha dovuto correre al piano di sotto e drogarla per farla tacere. Dopo ulteriori dettagli da Lori, Rollins e Amaro scoprono che l'infermiera neonatale che si è presa cura del neonato n°1 potrebbe essere la "mamma" di cui parlava Lori. Parlano con l'infermiera che inizia a comportarsi nervosamente intorno a loro. Rollins e Amaro dicono all'infermiera che sanno chi è veramente; ora vogliono sapere dov'è Celia. 
L'Unità vittime speciali e una squadra SWAT camminano lentamente attraverso il seminterrato buio di un condominio mentre l'infermiera li conduce in una stanza sul retro. Benson entra nella stanza e trova una Celia pallida e spaventata in piedi in un angolo. Celia si rifiuta di andare con la polizia, mentre continua a tornare nell'angolo. Presto Benson vede cosa nasconde Celia, un altro bambino che gioca in un angolo. Amaro trova "papà" e presto lo insegue per tutte le catacombe del condominio. Dopo un inseguimento teso, Amaro finalmente intrappola "papà" sul tetto e lo porta giù. Più tardi nella stanza della squadra, Rollins aggiorna tutti sul fatto che Celia si sta riunendo con la sua famiglia e si sta preparando per la lunga strada per la guarigione davanti a lei. 
Benson ed Ellis si incontrano con Simon in prigione e gli dicono che è stato raggiunto un accordo tra i servizi per l'infanzia e l'ufficio del procuratore distrettuale. Ridurranno l'accusa di rapimento di Simon a un'inferenza di custodia, che è solo un reato minore, ma c'è un problema. Tracy otterrà la piena custodia dei bambini in modo che possano uscire rapidamente dall'affidamento. Simon dovrà lasciare l'appartamento e potrà vedere i suoi figli solo in sessioni supervisionate per i prossimi tre anni. Simon è colto alla sprovvista dalla nuova brusca realtà della sua vita. Benson lo rassicura dicendogli che almeno uscirà di prigione.
- Guest star:  Michael Weston (Simon Marsden), Andre Braugher (Avvocato Bayard Ellis), Ami Brabson (Giudice Karyn Blake).
- Curiosità:  Andre Braugher ed Ami Brabson, che qui interpretano avvocato e giudice, nella vita reale sono sposati. I due hanno già recitato insieme nella precedente serie Homicide - Life in the Street, stavolta nel ruolo di coniugi.
- Citazioni: "Agire nell'interesse dei bambini, non vuol dire strapparli all'affetto della famiglia, due genitori bianchi nelle stesse circostanze non sarebbero qui oggi. E questo, vostro onore, è intollerabile! Il nostro paese ha proibito le discriminazioni contro le coppie miste nel secolo scorso!" (Avvocato Bayard Ellis).

## Giustizia negata
- Titolo originale: Justice Denied
- Diretto da: Michael Slovis
- Scritto da: Stuart Feldman (sceneggiatura) e Warren Leight (soggetto)

### Trama
È il 2004 e Omar Pena è appena scoppiato in lacrime dopo nove estenuanti ore nella stanza degli interrogatori. Benson è stata finalmente in grado di convincere Pena a confessare il brutale stupro di una donna che ha legato, imbavagliato e alla quale ha versato dell'ammoniaca negli occhi. Ai giorni nostri, Pena si trova in tribunale per un altro appello in cui si rappresenta. Vorrebbe che la sua confessione e condanna per lo stupro venissero annullate mentre dice alla corte di essere innocente e la sua confessione è stata fatta sotto estrema coercizione. Il giudice respinge con forza la sua richiesta e, con il suono del martelletto, rimanda Pena in prigione. 
È notte fonda durante la celebrazione annuale della Fleet Week, in cui i marinai della Marina provenienti da vari paesi convergono a New York per una settimana. Gina, una splendida ventenne dai capelli rossi, lascia un bar e torna a casa quando viene improvvisamente attaccata da un marinaio in uniforme col volto coperto. Urla pietà mentre è imbavagliata, gli occhi pieni di ammoniaca e legata su un letto. Con i polsi sanguinanti, è in grado di liberarsi dalle corde e afferrare un telefono su un comodino.
Più tardi, Benson arriva sulla scena del crimine e nota immediatamente il modus operandi simile al caso Pena risalente a più di otto anni fa. Rollins ha controllato la prigione e Pena è ancora rinchiuso; ma forse ha collaborato con un imitatore. 
In ospedale, Rollins parla con una Gina sfregiata che ricorda il suo aggressore come ispanico e indossava un'uniforme bianca della marina. Più tardi, Finn e Rollins si incontrano con un esperto di corde e scoprono che la corda è stata legata con un nodo a bolina che viene insegnato all'addestramento della Marina e il modo in cui ha specificamente legato il nodo suggerisce che l'attaccante sia mancino. Benson e Amaro parlano con un irritato Pena in prigione. Incolpa Benson per avergli fatto confessare un crimine che non ha commesso, ma Benson reagisce ricordandogli che la vittima lo ha identificato e che aveva anche le sue carte di credito quando lo hanno arrestato. Nega di sapere qualcosa sul nuovo stupro o di avere qualcosa a che fare con esso. 
La squadra è arrivata a un punto morto mentre cerca di trovare qualcuno con un legame con Pena. Nessuno è venuto a trovarlo e l'unica corrispondenza che ha avuto è stata quella di scrivere lettere a funzionari e avvocati nel tentativo di far annullare la sua condanna. Benson scopre quindi che Pena ha parlato con l'avvocato Bayard Ellis della sua presunta confessione forzata. Più tardi, scoprono che Pena una volta ha aiutato un altro soldato in prigione per stupro a far annullare la sua condanna; forse come favore, il soldato liberato ha commesso il nuovo stupro per portare un possibile alibi alle grida di innocenza di Pena. Inseguono immediatamente il sospetto e Benson lo interroga duramente; ma porta solo a un vicolo cieco. 
L'avvocato Bayard Ellis si presenta nella sala della squadra per scoprire maggiori informazioni su Pena. Sta assumendo Pena come cliente e crede che questo stupro imitatore dimostri l'innocenza del suo cliente per il primo stupro otto anni fa. Benson dice a Ellis che credono che Pena abbia organizzato il secondo stupro, in modo che qualcuno creda alla sua storia; ma Ellis dubita della sua teoria. Più tardi, Benson incontra Haden per aggiornarlo sul caso. Haden chiede a Benson della condanna all'interrogatorio, che secondo lei è solida; Pena aveva le carte di credito della vittima, era un marinaio della Marina e conosceva il colore esatto della sciarpa che la vittima indossava. Tornato nella stanza della squadra, Amaro inizia ad andare contro la teoria di Benson secondo cui Pena ha assunto un imitatore.
Sta cominciando a notare delle incongruenze nei casi e ha assistito alla tecnica di interrogatorio di Benson che potrebbe portare qualcuno a una falsa confessione. C'è una notevole tensione tra i partner fino a quando il capitano Cragen non ordina loro di tornare nei fascicoli dello stupro originale e vedere se emerge qualcosa di nuovo che collega i due casi. 
Finn intervista un marinaio brasiliano di nome Javier che ha testimoniato come testimone nel primo stupro. Dà un'occhiata al nuovo identikit ma si scusa per non essere in grado di aiutare ulteriormente. Benson intervista Ariel Baskins, la vittima del primo stupro otto anni fa. È nervosa all'idea di tornare nel passato e rivivere lo stupro; non si è ripresa del tutto e ancora non può indossare nulla di rosso perché le ricorda la sciarpa con cui Pena l'ha imbavagliata. 
Benson è improvvisamente spaventata; Pena e i dettagli delle prove hanno detto che la sciarpa era verde, ma Ariel è certa che la sciarpa fosse rossa. Benson torna di corsa nell'armadietto delle prove e scopre che l'agente di polizia che ha registrato la sciarpa era daltonico e ha erroneamente etichettato la sciarpa verde quando era davvero rossa. Il mondo di Benson inizia a perdere il controllo quando si rende conto che una delle prove principali contro Pena era sbagliata e forse ha davvero costretto un uomo innocente a confessare. 
Haden è arrabbiato per le prove appena rivelate nel caso Pena. Benson è ancora più dura con se stessa. Il DNA è arrivato dalla scena del secondo stupro e corrisponde al DNA del sospettato del primo stupro. Dal momento che Pena era rinchiuso durante il secondo stupro, significa che è innocente del primo stupro. Benson ed Ellis aggiornano Pena sulle nuove prove, ma lui è arrabbiato. Pena urla a Benson che ha detto la stessa cosa otto anni fa. Vuole che la sua condanna venga annullata, ma Ellis gli dice che non può succedere subito; ci vorrà del tempo. 
Rollins dice alla squadra che il DNA di entrambi gli stupri ha trovato una corrispondenza dell'Interpol con altri tre stupri nei porti della Marina Militare in tutto il mondo. Poi notano che l'uniforme della marina brasiliana è molto simile all'uniforme della marina americana; chiunque venga attaccato potrebbe facilmente scambiare l'una per l'altra. 
Ellis incontra Haden per chiedere la liberazione di Pena a causa delle nuove prove, ma Haden esita. Dice a Ellis che i risultati del DNA da soli non erano l'unica prova usata per condannare Pena. Ellis poi tira fuori la sua carta vincente e chiede a Haden se la sua relazione con Benson sta offuscando il suo giudizio sul caso. Ellis dice che ha un uomo innocente in prigione e che le apparenze suggeriscono che Benson ha forzato la confessione. Haden incontra Benson e le dice palesemente che la loro relazione sta per finire sotto tiro. È troppo tardi per rivelare la loro relazione e la stampa distruggerebbe le loro carriere se lo scoprissero. Mostrano le foto di Javier, il marinaio brasiliano che otto anni fa ha puntato il dito contro Pena, ad entrambe le vittime di stupro, e lo riconoscono subito come l'autore. Presto la squadra arresta Javier e lo accusa degli stupri brutali che ha commesso in tutto il mondo. Con l'arresto dell'effettivo stupratore di entrambi i crimini, Ellis è in grado di liberare Pena con successo e far ritirare tutte le accuse contro di lui. 
Pena è in lacrime mentre il giudice gli chiede scusa per il grave errore giudiziario con cui ha dovuto convivere per otto anni. Più tardi, Benson incontra Haden e discute di come questo tragico caso influisca sulla loro relazione. Haden e Benson decidono così di separarsi e porre fine alla loro storia d'amore.
- Guest Star: Harry Connick Jr. (Viceprocuratore distrettuale David Haden),  Andre Braugher (Avvocato Bayard Ellis), Ami Brabson (Giudice Karyn Blake).

## San Valentino
- Titolo originale: Valentine's Day
- Diretto da: Peter Leto
- Scritto da: Warren Leight e Julie Martin

### Trama
Una donna viene violentata mentre fa una video chiamata su Skype con suo marito, che è partito. Quest'ultimo contatta l'Unità vittime speciali che dalle indagini scopre che dietro la storia si nasconde qualcosa.
Boyd Hartwell è all'aeroporto di Hong Kong e si prepara a tornare a casa a New York dopo un estenuante viaggio di lavoro. Apre una chat video sul suo computer per parlare con sua moglie Christine Hartwell che è a casa loro. La moglie compare sulla video chat con un sorriso e indossando una bellissima vestaglia. La loro chiacchierata inizia a diventare seducente quando il citofono interrompe l'atmosfera. Christine si allontana per aprire la porta e viene improvvisamente attaccata da una figura mascherata con una pistola che inizia a violentarla con la forza. Christine chiede aiuto mentre Boyd osserva in modo orribile lo stupro svolgersi dal suo computer a oltre 8.000 mila miglia di distanza. Benson e Amaro arrivano nell'appartamento di Christine a New York.
Boyd è attualmente irraggiungibile, di ritorno da Hong Kong, ma ha chiamato sua madre e le ha raccontato la situazione e come i rapitori hanno minacciato di uccidere Christine se qualcuno avesse chiamato la polizia. La madre di Boyd ha cercato di rimanere in silenzio, ma ha comunque chiamato la polizia per denunciare l'attacco.
Entrano nell'appartamento e non trovano segni di Christine o di effrazione, ma trovano chiari segni di lotta. Sulla base dei tempi dell'attacco in cui il marito è stato in grado di assisterlo da Hong Kong, Benson e Amaro credono che potrebbe essere personale. Benson dice al capitano Cragen che tutto quello che sanno per certo è che Christine è scomparsa da 12 ore e il loro unico testimone è ancora disperso. Cragen ipotizza che se si tratta davvero di un rapimento per stupro, allora è qualcuno con cui ha già incrociato la strada; hanno bisogno di cercare nella sua vita e vedere se salta fuori qualcosa di insolito.
Fin e Rollins intervistano Justin Shaw, socio di Boyd, e lo scoprono a mentire dicendo che non vede Christine da un po' di tempo. Alla fine decide di vederla a pranzo l'altro giorno, ma giura che non è successo niente di inappropriato tra lui e la moglie del suo partner. Boyd esce dall'aeroporto con il cellulare in mano implorando qualcuno sull'altra linea di non ferire sua moglie. Cerca di correre mentre Benson si avvicina mentre la voce dall'altro capo del cellulare urla che non deve dire nulla alla polizia altrimenti sua moglie morirà.
Tornato nella stanza della squadra, Boyd racconta al detective i dettagli dello stupro e del rapimento di sua moglie e dà loro il suo cellulare dove ha registrato l'orribile chat del computer. Quando è atterrato, c'era un messaggio vocale di Christine in lacrime che diceva che i rapitori volevano 250.000 dollari per il suo rilascio.
Amaro vede improvvisamente sua moglie che aspetta alla sua scrivania e si arrabbia per essersi dimenticato della cena di San Valentino con lei. Si avvicina subito e si scusa. La squadra si trova nascosta nel parco dove i rapitori volevano che Boyd lasciasse i soldi del riscatto. Guardano le persone entrare e uscire dal luogo finché Christine stessa non si avvicina al punto di consegna e prende i soldi.
La squadra immediatamente prende Christine che grida in preda al panico di lasciarla andare altrimenti "loro" la uccideranno. Di ritorno nella stanza della squadra, una Christine contusa dice a Benson di essere stata violentata e rapita da tre ragazzi di colore che le hanno fatto fare delle cose con loro perché era una sgualdrina ricca.
Benson ed Amaro ritengono che potrebbe esserci di più nella storia di quanto Christine stia lasciando intendere. Finn e Rollins rintracciano un sospetto di nome Darel che corrisponde alla descrizione di uno degli aggressori che Christine ha dato loro. Nega di aver violentato o aggredito Christine, ma ammette di averle venduto della droga. Sembra che la loro dolce casalinga abbia un'affinità per la cocaina e l'ecstasy. Benson e Amaro affrontano Christine su queste accuse e le dicono che il DNA è tornato dall'esame per lo stupro e che i risultati hanno mostrato un maschio bianco solitario, non tre uomini di colore come aveva detto loro in precedenza. Inspira e dice loro che il suo aggressore è in realtà un fattorino di nome Kevin Fahey.
Nella stanza degli interrogatori, Kevin nega categoricamente a Rollins e Fin di aver violentato Christine. Dice loro che era consensuale. Kevin racconta loro della sua relazione di sei mesi con Christine. Lui è un fattorino, e lei ordinava costantemente cose dalla sua azienda in modo che avesse un motivo per andare a casa sua.
Christine reagisce a Benson che la affronta sulle incongruenze della sua storia. Nega di aver mai fatto sesso con Kevin di proposito; è stata costretta a fare sesso e persino a drogarsi per paura della sua vita. Il caso si è trasformato in un calvario "ha detto, ha detto" poiché Rollins e il resto della squadra credono che stia mentendo. Fin è d'accordo, secondo lui è come se stesse inventando mentre la storia procede.
Amaro dice alla squadra che il loft che Kevin avrebbe usato per tenere prigioniera Christine è in realtà di proprietà del socio in affari di Boyd, Justin Shaw. Finn e Rollins intervistano Shaw che nega di sapere come il suo cellulare sia stato saccheggiato mentre si guardano intorno nel suo appartamento di SoHo distrutto. Shaw dice agli investigatori che Christine era una ospite abituale nell'appartamento, conosceva persino il codice di sicurezza. Quindi mostra loro una telecamera segreta attivata dal movimento sopra il suo letto che avrebbe registrato tutto ciò che è accaduto nell'appartamento.
Più tardi, la squadra guarda il video e trova una Christine selvaggia sopra Kevin, che fa sesso selvaggio con lui, con lussuria e libertà. Benson affronta Christine sulle sue false dichiarazioni patologiche, ma lei continua a insistere sulla violenza così Benson si allontana. La viceprocuratrice distrettuale Casey Novak decide di accusare Christine di aver presentato una falsa denuncia, ma è cauta riguardo alle loro possibilità. Più tardi, Amaro e sua moglie condividono un caffè mentre lui le racconta il caso. Poi si apre con lui su come sta andando la sua reintegrazione nella città da quando è tornata dal suo tour in Afghanistan.
Al processo, Novak mostra il video sexy di Kevin e Christine mentre Kevin è sul banco dei testimoni. Racconta alla giuria della loro relazione e di come avrebbero recitato e si sarebbero accoppiati ogni volta che consegnava un pacco. Quindi spiega come Christine volesse che lui fingesse di violentarla mentre suo marito guardava in video chat, ma non sapeva che avrebbe chiesto al marito un riscatto.
Exley interroga Kevin e gli fa ammettere che una volta era stato in prigione per rapina a mano armata e non ha prove concrete che dimostrino che abbia mai avuto una relazione reale con Christine. Nel fervore della sua testimonianza crociata, Kevin annuncia che l'unica prova che ha è che non è stato il primo fattorino con cui Christine ha avuto una relazione. Nel corridoio dopo il tribunale, Christine sta parlando con il suo avvocato quando vede uno dei membri della giuria uscire per una sigaretta. Segue discretamente il familiare membro della giuria e chiede una sigaretta mentre condividono presto un momento tranquillo da soli insieme.
Più tardi, Christine viene esaminata dal suo avvocato sul banco dei testimoni e nega tutte le accuse che le vengono mosse. Dice alla giuria di essere una brava casalinga che viene gettata in una parodia di bugie dal suo fattorino. Novak tratta Christine come una testimone ostile poiché trova difficile credere che Kevin, Shaw e ora questo terzo fattorino abbiano tutti testimoniato di aver avuto una relazione con lei, eppure Christine continua a dire che tutti e tre mentono. Il caposquadra della giuria si trova di fronte al giudice e annuncia che sono irrimediabilmente bloccati nel raggiungere un verdetto unanime. Novak nota Christine e un membro della giuria che si scambiano uno sguardo cordiale e sorridono. Il giudice e gli avvocati interrogano il membro della giuria, chiedendo se Christine lo avesse influenzato in qualche modo, ma lui nega l'accusa.
Il giudice dice a Novak che non licenzierà un giurato a meno che non vengano trovate prove concrete di comunicazione impropria. Più tardi, con la giuria ancora irrimediabilmente bloccata, il giudice chiede l'annullamento del processo. Christine abbraccia suo marito mentre escono dall'aula liberi e vendicati. Amaro si avvicina al caposquadra della giuria e chiede cosa sia successo durante le deliberazioni. Dice che era 11 a 1 a favore del colpevole, ma un membro della giuria si è rifiutato di muoversi. Il giorno successivo, Amaro segue sua moglie che entra in un edificio e incontra un attraente uomo sconosciuto.
- Guest Star: Chloë Sevigny (Christine Hartwell), Diane Neal (Vice procuratore Casey Novak),  Laura Benanti (Maria Grazie Amaro).
- Citazioni: "Sedici ore? Il viaggio più lungo della sua vita!" (Detective Amaro).

- Questo è l'ultimo episodio in cui appare Diane Neal nel ruolo del vice procuratore distrettuale Casey Novak. La sua dipartita non è mai stata spiegata dagli autori della serie, e si pensa che il personaggio abbia semplicemente lasciato il suo lavoro per fare l'avvocato privato. Novak è apparsa in 7 stagioni, dalla quinta alla tredicesima, oltre ad un episodio dello spin off Law & Order: il verdetto, per un totale di 106 episodi.

## La legge della strada
- Titolo originale: Street Revenge
- Diretto da: Arthur W. Forney
- Scritto da: David Matthews e Julie Martin

### Trama
Leslie racconta a Benson del calvario accaduto sul tetto. È scioccata nell'apprendere del suo stupro. Stuart dice nervoso ad Amaro che Leslie è la sua compagna e che erano di pattuglia per lo stupratore. Hanno portato i loro compiti di sorveglianza del quartiere a un nuovo livello quando Stuart, Leslie e altri hanno deciso di pattugliare le loro strade vestiti da supereroi poiché il NYPD non si muoveva abbastanza velocemente per catturare lo stupratore. Stuart dice di aver visto un uomo bianco e tozzo attaccare Leslie prima che fosse accoltellato lui stesso. Stuart ha salvato una vittima da uno stupro tempo fa.
Benson interroga una vittima di stupro che viene caricata su un'ambulanza. Una folla guarda mentre Amaro si avvicina a Benson e chiede se stanno guardando la vittima numero cinque. Benson annuisce di sì; questa vittima di stupro si adatta al modus operandi degli altri quattro. L'aggressore ha spinto la donna da dietro, le ha tagliato una manciata di capelli, poi ha chiesto: "Pensi di essere speciale, cagna?" 
Un giornalista di un tabloid si avvicina a Benson e Amaro per apprendere le ultime informazioni sull'attacco dello "stupratore di West SoHo", ma Benson lo spinge da parte. Senza nuove piste, il giornalista guarda nella telecamera per dire che il NYPD rimane all'oscuro nel trovare lo stupratore seriale che continua a terrorizzare il quartiere di SoHo. Nella stanza della squadra, il capitano Cragen è sconcertato dal fatto che non abbiano indizi o testimoni degli attacchi. Stanno controllando le riprese delle telecamere nel quartiere per vedere se riescono a intravedere il sospetto, ma finora non hanno trovato nulla. Cragen dice alla sua squadra che vuole un cappio in quella zona, prima di dire a Benson che ha bisogno del suo aiuto in una riunione del consiglio comunale per il controllo dei danni.
Più tardi durante l'incontro, la polizia dice alla comunità arrabbiata di prestare particolare attenzione durante la notte. È notte fonda quando Claire Grant torna a casa e viene improvvisamente aggredita da un uomo dell'ombra. La getta a terra e le solleva la gonna, ma poi un altro uomo corre e attacca l'aggressore. Questo nuovo assalitore è vestito da supereroe e prende a pugni l'aggressore fino a farlo scappare spaventato. 
Più tardi in ospedale, Claire parla con Rollins e Amaro e loda il supereroe in costume che l'ha salvata. Tornato nella stanza della squadra, Cragen chiede con rabbia ai suoi investigatori se qualcun altro sta lavorando a questo caso oltre al vendicatore mascherato. Benson dice che l'eroe ha preso a pugni il sospetto così forte che hanno trovato il sangue dell'aggressore e ora sono in grado di analizzare il suo DNA. Quindi Rollins trova il video della metropolitana di una persona che corrisponde alla descrizione del sospettato; saranno in grado di rintracciare la tessera della metropolitana che ha usato. Rollins e Amaro rintracciano la tessera della metropolitana che appartiene a una donna asiatica che nega di averla usata durante il periodo in questione, ma ha un figlio che potrebbe corrispondere alla descrizione del sospettato. 
Più tardi, Benson e Finn interrompono Andy Chen e la sua partita di basket di strada. Lo chiamano e vedono che ha un occhio nero. Quando scopre che sono investigatori, scappa via di corsa, finché Benson non lo raggiunge e lo mette fuori combattimento con un solido pugno. Nella stanza degli interrogatori, Amaro e Finn parlano con Andy che cerca di comportarsi con freddezza. Amaro e Finn capiscono la sua spavalderia e quando spingono Andy sui dettagli e si rendono conto che è solo un imitatore che voleva i riflettori. Rollins dice alla squadra che l'isteria della comunità è appena iniziata quando mostra loro il video di una ripresa arrabbiata del quartiere di SoHo, mentre le persone si lamentano della mancanza di successo del NYPD nel catturare lo stupratore. La squadra si riunisce e lavora su una teoria secondo cui forse lo stupratore è un residente locale di SoHo poiché non lo hanno sorpreso mentre cercava di lasciare la zona.
Nel frattempo, Amaro spia sua moglie mentre incontra un uomo attraente a pranzo. I suoi occhi si sgranano per la rabbia mentre pensa che sua moglie abbia una relazione. Amaro arriva in un campo da basket locale e trova Andy Chen picchiato e appeso a una recinzione. Guarda per terra e trova la scritta di vernice spray: Justice League - 1, NYPD - 0. Di notte, l'Unità vittime speciali e la polizia organizzano una trappola per cercare di trovare gli stupratori. Rollins cammina per strada vestita in modo provocante quando improvvisamente sente qualcuno che chiede aiuto. Finn e Rollins si precipitano su un tetto dove trovano un supereroe mascherato pugnalato che chiede aiuto e la sua compagna di supereroi, picchiata, insanguinata e violentata. Un arrabbiato Henry Brazecki si avvicina a Stuart e lo rimprovera per aver portato Leslie fuori di notte per giocare a travestirsi e agire come un supereroe. Henry potrebbe essere il capo della sorveglianza del quartiere di SoHo, ma non pattuglia le strade come un supereroe in costume come gli altri. 
Credono che l'attacco di Stuart e Leslie sia stato l'atto del vero stupratore di SoHo; I capelli di Leslie sono stati tagliati ma lei è stata anche stordita, cosa che il colpevole non ha mai fatto alle sue precedenti vittime. Forse sta mandando un messaggio ai vigilantes per non scherzare con lui. La squadra teorizza anche che c'è una possibilità che lo stupratore si sia infiltrato nella sorveglianza del quartiere in modo da poter sapere esattamente dove trovare Stuart e Leslie per dare loro una lezione. Henry Brazecki dice a Rollins e Amaro che sta cercando di salvare il suo quartiere, non di demolirlo. 
Amaro nota quindi un paio di forbici affilate sedute su un tavolo che sembrano simili a quelle usate dallo stupratore quando taglia i capelli alle sue vittime. Più tardi quella notte, Henry si dirige verso la sua macchina quando viene brutalmente attaccato da vigilantes mascherati. I poliziotti arrivano e trovano sacchetti di plastica con i capelli delle vittime di stupro nell'auto di Henry. La squadra sospetta fortemente di Henry, lo interrogano in ospedale e gli dicono di aver trovato tracce di DNA del suo sperma nel kit per stupro di Leslie. Nega categoricamente di essere lo stupratore prima di ammettere con riluttanza di avere una relazione con Leslie.
Amaro critica sua moglie su quello che ha fatto a pranzo da quando è tornata dal servizio all'estero in Afghanistan. Dice con nonchalance ad Amaro che ha incontrato amici, lasciandogli credere che stia mentendo. Più tardi, Amaro si avvicina all'uomo misterioso che ha visto pranzare con sua moglie e gli dà un pugno alla mascella. Amaro avverte l'uomo di stare lontano da sua moglie e se ne va. Più tardi, la moglie di Amaro si precipita nella stanza della squadra; come osa prendere a pugni un suo amico. Si è comportato in modo distaccato perché ha visto uno psicologo per affrontare i postumi della guerra; lei non ha una relazione e la sua gelosia mal gestita potrebbe avergli costato il matrimonio.
Dopo aver controllato l'alibi di Henry, la squadra crede che sia stato incastrato. La squadra ora teorizza che forse Stuart è lo stupratore e ha pianificato l'attacco a Leslie per allontanarlo dai sospetti. Benson sente di essere un'estranea che desidera disperatamente sembrare un'eroina agli occhi di Leslie. Una volta che Fin scopre che il medico legale pensa che le coltellate di Stuart siano state autoinflitte, decidono di andare da lui. Stuart balbetta che il colpevole è Henry, mentre cammina con Rollins e Amaro sul tetto del luogo in cui è stato attaccato. 
Stuart spiega loro cosa è successo sul tetto, ma viene presto scoperto quando Amaro gli dice che sanno che la coltellata che ha ricevuto è stata autoinflitta. Sanno che voleva che Leslie pensasse di averla salvata e che conosce Leslie da circa due mesi; lo stesso lasso di tempo in cui è esistito lo stupratore di SoHo. Ha creato una minaccia per avvicinarsi a Leslie, ma invece si è avvicinata a Henry. Amaro stuzzica Stuart. Alla fine, Stuart crolla e ammette di essere lo stupratore di SoHo. Grida ad Amaro che non ha mai voluto fare del male a nessuno; tutto ciò che voleva era che Leslie lo guardasse e sapesse che era un eroe.
- Guest star: Laura Benanti (Maria Grazie Amaro), Keir O'Donnell (Stuart Andrews) Michael Rispoli (Henry Brazecki), Gavin Lee (Giornalista TV Dennis Griscomb), Hani Furstenberg (Leslie "Fantastica" Adams).
- Citazioni: "Ancora nessuna telefonata, nessun testimone, ma chi è l'uomo invisibile?" (Capitano Cragen).

## Carissimo papà
- Titolo originale: Father Dearest
- Diretto da: Rosemary Rodriguez
- Scritto da: Warren Leight (soggetto) e John Paul Roche (sceneggiatura)

### Trama
Un operatore del 911 riceve una chiamata da un bambino. Le dice che sua madre dorme per terra e non si sveglia. L'operatore cerca di ottenere maggiori informazioni da lui e dove si trova, ma non sembra capire di cosa stia parlando. L'operatore è in grado di rintracciare il bambino nel suo appartamento dove Benson e Amaro entrano per trovare Sam, il bambino, e sua madre crollati sul pavimento. Sam scuote sua madre dicendole di svegliarsi e che è arrivata la polizia, ma non riceve alcuna risposta. Sam dice a Benson che sua sorella e sua madre stavano litigando per un "uomo cattivo". Benson e Amaro sono all'ospedale dove arriva il padre di Sam per prenderlo. 
A partire da ora, sua figlia Kate di 16 anni sembra essere scomparsa e la squadra inizia a indagare se è stata rapita o è semplicemente scappata. Fin e Rollins interrogano un'amica di Kate che dice di essere stata in biblioteca cercando di riprendersi da un recente calo dei voti e di condotta. Fin e Rollins si dirigono in biblioteca e scoprono che ha controllato libri sui bambini nati attraverso la donazione di sperma. Benson e Amaro parlano con Munch della scomparsa di Kate quando il dottor George Huang fa visita ai suoi amici dell'Unità vittime speciali.
Benson chiede al dottor Huang che cosa sa della psicologia dei bambini donatori. Dice loro che non è raro che bambini di quel genere cerchino fratelli o il vero "padre" del materiale donato. Il litigio tra Kate e sua madre potrebbe essere dovuto al fatto che Kate cercasse le sue vere origini. Amaro e Benson interrogano la madre, Grace, che si è ripresa dalla sua sbornia, ha scoperto che Kate è stata concepita con lo sperma di un donatore e ha rintracciato il vero donatore. Grace non voleva che Kate incontrasse l'uomo, ma Kate si rifiutò di ascoltare e se ne andò. 
Fin e Rollins riescono a rintracciare Kate in un bar a causa dell'acquisto di una carta di credito e riportano l'adolescente riluttante alla stazione. Kate dice a Benson e Rollins che non è stata rapita e si rifiuta di parlare loro del padre donatore. La squadra guarda il filmato dell'incontro di Kate con il suo padre sconosciuto. Benson pensa che il padre potrebbe essere un truffatore professionista; è stato volutamente in grado di tenere il viso lontano dalla telecamera. Rollins afferma che su un sito web di donatori di bambini su cui si trovava Kate, ha trovato altre quattro possibili ragazze che parlano dello stesso donatore specifico; il loro uomo misterioso ha improvvisamente un urgente bisogno di incontrare la sua potenziale prole. Sapendo che la banca delle donazioni non rivela le informazioni del donatore di sperma, Rollins e Benson si atteggiano a una coppia lesbica che spera di avere un figlio con lo sperma del donatore 141.
Il dottore dice loro che sfortunatamente hanno esaurito il donatore 141 diversi anni fa. Più tardi, Amaro incontra un'adolescente di nome Ashley che ha incontrato felicemente il donatore 141 attraverso un sito web di collegamento con i donatori pensando che fosse suo padre. Si sono incontrati a New York quando la sua troupe teatrale era in visita e si sono divertiti moltissimo con lui. Poi il bambino di Ashley inizia a piangere nella stanza accanto. 
Amaro e Finn pensano che sia più di una coincidenza che Ashley abbia avuto un bambino poco tempo dopo aver incontrato il suo presunto padre. Munch chiede alla squadra se pensano che un padre donatore abbia avuto un figlio con la sua figlia biologica, mentre si riorganizzano e ripensano al caso. Il dottor Huang dice che potrebbe essere GSA, attrazione sessuale genetica, una condizione in cui i bambini che sono separati dai loro genitori o fratelli in tenera età, scoprono che si verifica un'attrazione sessuale quando si riuniscono con loro in seguito. 
Rollins trova un dottor Colin Barnes che corrisponde alla descrizione del file che hanno ricevuto dalla banca dei donatori e ai dettagli descritti da Ashley sull'uomo che si atteggia a suo padre biologico. Benson e Amaro incontrano un egoista dottor Colin Barnes, sua moglie Anne Barnes e sua figlia adolescente. Gli chiedono dei suoi rapporti con la sua prole che sono venuti attraverso la donazione di sperma, ma nega di aver mai avuto contatti o di volere contatti con qualcuno di loro. 
Colin dice loro che è completamente all'oscuro di tutta questa bizzarra situazione. Benson mette Colin in una formazione, ma Ashley e le altre figlie negano che fosse la persona che hanno incontrato sostenendo di essere il loro padre. Benson e Amaro parlano con Kate e le altre ragazze e dicono loro la verità sul donatore 141: l'uomo che hanno incontrato non è il loro padre biologico.
Gli investigatori si raggruppano e cercano di capire chi potrebbe fingere di essere il padre biologico di tutte quelle ragazze e perché. La squadra controlla con Colin e Anne per vedere se hanno nemici e scopre che Colin aveva una relazione controversa con Phillip Kelly. Colin ha licenziato Kelly dall'ospedale dopo averlo scoperto mentre operava ubriaco. Rollins e Finn intervistano Kelly che insulta Colin, ma non corrisponde alla descrizione del sospetto. 
Più tardi, Colin dice con ansia all'Unità vittime speciali che sua figlia Taylor è scomparsa. Gli investigatori guardano nella stanza di Taylor e scoprono che stava ascoltando la stessa canzone jazz che ascoltavano le altre ragazze adolescenti quando ballavano con il padre donatore. Anne si preoccupa. Colin e Anne raccontano alla squadra di Sean Albert, un ex fidanzato del college di Anne che ha smesso di vedere quando ha incontrato Colin. Ricordano anche che Colin fece arrestare Sean quando lo scoprì a sostenere l'esame MCAT per altre persone. Anne riceve improvvisamente un messaggio di testo da Sean che minaccia di ferire Taylor a meno che non lo incontri in un bar. 
Dopo, Fin e Rollins affrontano Sean al bar che si rifiuta di parlare con chiunque tranne Anne. Nella stanza degli interrogatori, Benson chiede a Sean dove sia Taylor, ma Sean si rifiuta di rispondere finché Anne non lo incontra. Benson e Amaro riescono a convincere Sean a parlare e confessare una vendetta che ha per Colin e per l'atteggiamento egoistico che ha con tutti. Ha contattato i figli di Colin perché avevano bisogno di qualcuno nelle loro vite; Sean dice in modo strano ad Amaro che voleva solo dare loro l'amore di un padre. Sean si rende conto che Anne sta guardando il suo interrogatorio da dietro lo specchio di vetro. Grida di non aver mai trovato la persona giusta nella vita dopo di lei, ma poi ha trovato sua figlia. Dirà solo ad Anne dove si trova e solo se ballerà con lui. Anne accetta con riluttanza, mentre con cautela gli prende la mano e lo segue in un ballo sensuale mentre Colin osserva impotente. 
Quando la canzone finisce, Sean le sussurra all'orecchio di aver ucciso Taylor. Anne urla in agonia mentre tutti si precipitano a separare Sean da una madre isterica in lutto. La squadra cerca di capire il motivo per cui Sean ha ucciso Taylor; non sembra adattarsi al suo modus operandi. Benson ha improvvisamente un presentimento: lei e Amaro vanno in un hotel dove scoprono Taylor, viva e vegeta, seduta nella stanza in attesa del ritorno di Sean. Si scopre che Sean ha giocato un ultimo gioco mentale a Colin ed Anne e ha mentito loro sul destino di Taylor. Benson cerca di dire a Taylor chi è veramente Sean, ma lei nega rapidamente qualsiasi accusa. Una Taylor manipolata urla a Benson che c'è una ragione per cui non si è mai sentita vicino a suo padre. Perché il suo vero padre è Sean. 
- Guest star: James Van Der Beek (Sean Albert), BD Wong (Dottor George Huang), Tina Benko (Grace Avery) Eric Close (Dottor Colin Barnes).

## Dietro la maschera
- Titolo originale: Learning Curve
- Diretto da: Jonathan Herron
- Scritto da: Robin Veith (sceneggiatura), Warren Leight (soggetto) e Julie Martin (soggetto)

### Trama
Ken, il figlio di Fin, rivela a Munch di essere fidanzato con Alejandro, fidanzato che Fin deve ancora incontrare. Sebbene Munch insista che Fin è orgoglioso di suo figlio, Ken e Alejandro sono riluttanti a rivelargli il loro imminente matrimonio. I tre si separano fuori dal ristorante: mentre Alejandro gira l'angolo della strada, uomini anonimi gli gettano un cappuccio in testa e lo infilano in un furgone nero. Il giorno successivo, Alejandro rivela ad Amaro quel poco che ricorda. Tutto quello che sa è che è stato picchiato e sodomizzato, e i suoi assalitori parlavano una forma domenicana di Spanglish. Soprattutto, conoscevano il suo nome, il che significa che probabilmente lo conoscevano. Un crimine d'odio con un simile modus operandi è stato segnalato due settimane prima. 
L'Unità vittime speciali restringe la ricerca a una banda dominicana chiamata BX9, una banda in cui è coinvolto il fidanzato di suo cugina. Senza troppi problemi, i poliziotti individuano e interrogano la cugina incinta Marisol e il suo ragazzo Cesar. Per evitare di mandare in prigione la sua ragazza incinta, Cesar confessa e identifica gli altri tre aggressori di Alejandro. Il caso sembra chiuso, fino a quando un altro uomo non viene attaccato. 
Quando la terza vittima, Rick Simms, si rifiuta di sporgere denuncia, l'Unità vittime speciali segue la moglie recentemente separata per approfondire il motivo per cui è stato picchiato. Secondo sua moglie, Simms ha lasciato il suo lavoro a Wall Street tre anni fa per proseguire l'insegnamento, ma ha lasciato il lavoro tre settimane fa. Stanca della sua incapacità di scegliere una carriera e tenersela, la moglie di Simms lo ha lasciato. Benson è sospettoso delle recenti dimissioni di Simms, quindi lei e Amaro interrogano il suo capo, il preside George Overby. Si rifiuta di fornire i dettagli delle dimissioni di Simms, anche se il supervisore di Simms Joanne Patchett vuole chiaramente parlare.
Gli investigatori parlano con una delle ex colleghe di Simms, Natalie Clark, del motivo per cui potrebbe essersi licenziato. Natalie rivela che Simms è stato accusato in forma anonima di aver abusato di uno studente. Rollins e Fin interrogano Ray Gambardelli, un padre che possiede un'azienda di distribuzione di prodotti agricoli. Ray ammette di aver fatto picchiare Simms e che lo farebbe di nuovo. Non voleva che suo figlio fosse umiliato da un'indagine. Benson e Amaro parlano con il figlio di Ray, Luca. Dice loro che il signor Simms lo ha tenuto dopo la scuola per quanto riguarda i suoi voti, ma poi ha chiesto a Luca un lavoretto manuale. Quando Luca ha rifiutato, il signor Simms si è toccato. Gli investigatori hanno sentito abbastanza e arrestano Simms per molestie sessuali. Simms, tuttavia, nega categoricamente le accuse, apparentemente davvero preso alla sprovvista dalle informazioni. 
Per ricontrollare la storia di Luca, Benson e Amaro estraggono dettagli corroboranti dal preside. Luca ha rivelato l'aggressione prima a Natalie, che conferma la storia di Luca. Tuttavia, il supervisore di Simms, Joanne, parla male e rivela discrepanze nella storia. Chiaramente, è estremamente a disagio con la situazione. Rendendosi conto che il caso potrebbe non essere così tranquillo come pensavano, Benson e Amaro interrogano nuovamente Luca. Non riesce a ricordare nessun dettaglio sull'aggressione o sul corpo di Simms - Luca sta ovviamente mentendo, ma gli investigatori non conoscono la motivazione. 
Sapendo che la sua bugia è stata scoperta, Luca arriva alla stazione di polizia per raccontare la vera storia. Simms non era il suo aggressore; era Joanne. Con dettagli intimi, Luca descrive la casa e i segni del corpo di Joanne. L'Unità vittime speciali fa irruzione nella casa di Joanne armata di un mandato per scoprire che tutte le descrizioni di Luca sono accurate. Joanne è sconcertata dall'accusa poiché afferma che Luca non è mai stato a casa sua. Sopraffatta dall'emozione, Joanne sviene durante l'interrogatorio.
Interrogata, Joanne spiega di aver lasciato un'altra scuola dopo che un'istruttrice si è sposata; l'esperienza l'ha resa emotivamente instabile e sentiva di non poter più lavorare lì. Benson e Rollins ipotizzano che Joanne sia una lesbica repressa. All'improvviso, Benson riceve un messaggio: Joanne una volta ha tentato il suicidio annegandosi. Preoccupato per il benessere di Joanne, Benson le fa visita per scoprire la verità sugli abusi di Luca. L'unica persona che era stata nella stanza di Joanne è Natalie, che deve aver divulgato i dettagli specifici a Luca.
Joanne ha visto Natalie e Luca insieme in biblioteca; Natalie ha promesso di porre fine alla relazione, ma non l'ha fatto. Poi Luca ha accusato Simms di abusi sessuali. Quando quel piano è andato in pezzi, hanno attribuito la colpa a Joanne. Naturalmente, Natalie nega le accuse di Joanne, dicendo quanto si senta male per una donna ovviamente disturbata. 
La testimonianza di Luca è sospetta poiché ha mentito più volte, ma non importa. Alla fine Luca si rinchiude con Natalie nella stanza di biologia. Amaro interviene, convincendo Luca a non uccidersi, ma è troppo tardi per salvare Natalie. Luca confessa che quando ha suggerito a Natalie di scappare insieme, lei ha riso di lui. Ferito irreparabilmente, Luca le ha tagliato la gola. Purtroppo, l'Unità vittime speciali sa che sarà processato da adulto e imprigionato per anni.
- Special Guest Stars: Dylan Minnette (Luca Gambardelli), Ernest Waddell (Ken Randall), Migs Govea (Alejandro Pavel), Tony Hale (Rick Simms), Betty Gilpin (Natalie Relais).
- Citazioni: "BX9? Ma la gang si chiama come una linea di autobus!" - "Si vede che tutti i nomi più fighi erano già presi!" (scambio di battute tra il detective Tutuola ed il detective Amaro).
- Curiosità: questo episodio rappresenta l'ultima apparizione di Alexandra Cabot come cast ricorrente, tornerà solamente nella diciannovesima stagione, in un solo episodio come guest star.

## Strana bellezza
- Titolo originale: Strange Beauty
- Diretto da: Alex Chapple
- Scritto da: Robin Veith e Peter Blauner

### Trama
La detective Rollins assiste a un rapimento quando vede una donna che grida aiuto dal retro di un taxi di passaggio. Dopo alcune indagini, Rollins scopre che il taxi è stato rubato e la donna, una ragazza di 19 anni di nome Nina, è stata dichiarata scomparsa. 
Mentre intervistano la madre di Nina, Benson e Rollins scoprono che Nina si è recentemente immersa nel mondo delle modifiche del corpo e dei tatuaggi e che si è fatta una serie di tatuaggi e modifiche del corpo, incluso un caratteristico tatuaggio di un polipo sulla caviglia. Fin e Amaro percorrono le strade alla ricerca di indizi che potrebbero portare a dove si trovi Nina. Uno degli informatori di Amaro, un adolescente di nome Joaquin, dice agli investigatori che Nina era stata sentimentalmente coinvolta con un duro locale di nome Pablo. Fin e Amaro interrogano Pablo e scoprono che lui e Nina si sono lasciati tre mesi prima, ma Pablo dice che Nina era andata a trovarlo la sera prima e che lui l'ha respinta. Pablo indica agli investigatori un noleggio di auto nelle vicinanze che Nina usava spesso.
Fin e Amaro visitano il deposito di servizio dell'auto dove Nina è stata vista l'ultima volta per interrogare Nikos, l'inserviente che era in servizio la notte in cui Nina è scomparsa. Nikos dice a Fin e Amaro che ricorda di aver visto Nina salire su un taxi, ma non stava prestando attenzione. Il detective Fin chiede di vedere i nastri del sistema di telecamere di sicurezza dell'edificio. Tornati nella stanza della squadra, gli investigatori guardano il filmato della telecamera di sicurezza dal deposito di servizio dell'auto. Il filmato mostra Nina che si avvicina a un taxi, quindi tenta di fuggire mentre l'autista esce e costringe Nina a salire sul taxi. Il detective Rollins conferma che il numero del taxi è lo stesso del taxi che ha visto la sera prima, ma il filmato non offre indizi sull'identità dell'aggressore. Tornati nella stanza della squadra, gli investigatori riguardano il filmato della telecamera di sicurezza dal deposito di servizio dell'auto.
Rollins e Fin si dirigono verso il canale per interrogare il pescatore che ha trovato la gamba mozzata di Nina. Il pescatore dice agli investigatori che è la seconda gamba mozzata che ha trovato nel canale. La prima è stata trovata 11 anni fa, ma non è mai stata condotta alcuna indagine. Benson e Amaro rintracciano la vecchia gamba mozzata e scoprono che è stata rimossa usando gli stessi metodi della gamba di Nina, ma questa volta ci sono buone notizie: hanno una corrispondenza del DNA per la vecchia gamba e il proprietario è ancora vivo. 
Benson e Amaro individuano Lisa, la corrispondenza del DNA per la gamba mozzata. Informa gli investigatori che qualcuno l'ha pagata $ 25.000 per tagliarle una gamba 11 anni fa. Sfortunatamente, gli anestetici hanno lasciato Lisa troppo stordita per ricordare la maggior parte dei dettagli dell'esperienza. 
Gli investigatori si riuniscono alla stazione di polizia per esaminare i loro indizi, ma vengono interrotti quando viene scoperto il corpo di Nina. Rollins e Benson si incontrano con il medico legale per esaminare il corpo di Nina. Scoprono che Nina aveva le orecchie appuntite per farle assomigliare alle orecchie di un elfo. Sembra che l'amputazione della gamba di Nina sia stata una forma radicale di modificazione del corpo. Scoprono anche un tatuaggio distintivo sulla spalla di Nina e si mettono alla ricerca del tatuatore. Il tatuatore di Nina dice agli investigatori che Nina potrebbe aver ricevuto alcune delle sue modifiche al corpo da Seth Moretz, un ex dipendente che gestiva un'attività secondaria.
Rollins e Fin rintracciano facilmente Seth e trovano un serbatoio di protossido di azoto nel suo garage. Il numero di serie della cisterna porta gli investigatori da un dentista, il dottor Gene Brightman. Benson e Amaro visitano l'ufficio del dottor Gene per interrogarlo sul serbatoio rubato. Il dottor Gene spiega che Seth usciva con la sua receptionist, Jess. 
Quando Benson e Amaro tentano di interrogare Jess, scoprono che è scomparsa. Mentre la polizia cerca Jess, Benson e Amaro interrogano Seth Moretz. Nella stanza degli interrogatori, Benson e Amaro chiedono a Seth del serbatoio di azoto e delle modifiche che hanno trovato sul corpo di Nina. Seth insiste sul fatto che non avrebbe potuto apportare le modifiche al corpo e che Jess, l'assistente del dottor Gene che è scomparsa, ha eseguito alcune delle modifiche al corpo che gli investigatori hanno trovato sul corpo di Nina. 
Seth dice a Benson e Amaro che possono trovare Jess a un evento "Freak Night", dove farà modifiche al corpo per i clienti paganti. Fin e Rollins vanno sotto copertura a "Freak Night", una festa con contorsionisti, acrobati e festaioli con vari tatuaggi, piercing e altre modifiche del corpo. Rollins interroga un appassionato di body mod e scopre che Jess sta lavorando da un camion dietro la festa. Fin e Rollins trovano Jess in una stanza chirurgica improvvisata e la prendono in custodia, ma non prima di aver scoperto che ha una gamba amputata. Nella stanza degli interrogatori, Jess dice agli investigatori di aver perso una gamba a causa di un cancro alle ossa quando aveva 15 anni. Afferma di non aver nulla a che fare con l'amputazione della gamba di Nina, ma ammette di aver rubato al suo capo, il dottor Gene. Gli investigatori cercano nel database delle sostanze controllate e scoprono che l'attrezzatura chirurgica è stata ordinata da Hal Brightman, il fratello del dottor Gene.
Hal è uno psichiatra senza un uso pratico per le apparecchiature chirurgiche. Benson e Amaro si dirigono nell'ufficio di Hal Brightman per interrogarlo sull'attrezzatura chirurgica che è stata ordinata a suo nome. Hal nega di aver ordinato le forniture e sospetta che uno dei suoi pazienti possa ordinare l'attrezzatura con il suo ricettario. Riconosce Jess, l'assistente di suo fratello Gene, ma non può offrire alcuna pista solida.
Benson e Amaro riportano la loro attenzione al dentista, il dottor Gene. Nella stanza degli interrogatori, il dottor Gene nega di avere qualcosa a che fare con la morte di Nina e dice agli investigatori che sua madre ha perso una gamba in un incidente d'auto quando era più giovane. Gli investigatori si chiedono se questo trauma giovanile possa aver motivato un'attrazione per l'amputazione più avanti nella vita. 
Il dottor Gene continua rivelando che Jess, la sua assistente, era una paziente di suo fratello Hal. Nel frattempo, Jess dice a Rollins e Fin che ha smesso di vedere Hal perché si è fissato con la gamba amputata. Interrogata su un legame tra Hal e Nina, Jess ricorda che Hal ha incontrato Nina una volta e che sembrava ossessionato dalle modifiche del corpo di Nina. Nella stanza della squadra, gli investigatori iniziano a mettere insieme i pezzi. La madre di Hal ha perso una gamba quando Hal era un adolescente. Jess era una paziente di Hal quando la sua gamba è stata amputata a causa di un cancro alle ossa e l'evento ha effettivamente innescato la fissazione di Hal sulle gambe amputate. 
Scopriamo che diversi mesi dopo, Hal ha pagato una tossicodipendente, Lisa, per fargli amputare una gamba. Poi, Hal si è fissato con Nina e le ha amputato con la forza una gamba, uccidendola accidentalmente nel processo. Rollins suggerisce che Hal potrebbe effettivamente pensare di aiutare i suoi pazienti amputando loro gli arti. Rollins e Benson fanno visita ad Hal, fingendo di sospettare che suo fratello Gene abbia ucciso Nina. Dopo che Hal guida gli investigatori attraverso una valutazione psichiatrica per spiegare la fissazione di suo fratello per le gambe amputate, Rollins e Benson ribaltano la situazione su Hal e spiegano che la sua diagnosi di suo fratello è in realtà una diagnosi di se stesso.
Hal confessa l'omicidio e spiega che stava semplicemente cercando di aiutare Nina a scoprire la sua vera bellezza. Hal rivela di avere altri cinque "pazienti", ma Nina è stata l'unica a non sopravvivere alla procedura. Accompagna Benson e Rollins nella sua sala operatoria, decorata con foto prima e dopo dei suoi precedenti pazienti, e dice a Benson e Rollins che potrebbe migliorare qualsiasi donna, anche loro due. Disgustata, Benson arresta Hal Brightman per l'omicidio di Nina.
- Guest star: David Eigenberg (Dr. Hal Brightman), Patrick Fischler (Dr. Gene Brightman), Britt Lower (Jess Hardwicke), Constantine Maroulis (Seth Moritz), Morgan Lynch (Nina Raedo), Myk Watford (Capitano Sam Reynolds).
- Curiosità: l'attore David Eigenberg è diventato celebre nel ruolo di Vigile del Fuoco Christopher Herrmann in Chicago Fire.

## Sotto scacco (1)
- Titolo originale: Rhodium Nights
- Diretto da: Norberto Barba
- Scritto da: Warren Leight e Julie Martin

### Trama
Un addio al celibato di alta classe è in pieno svolgimento in un elegante appartamento sull'attico. Due agenti di polizia arrivano alla porta rispondendo a una denuncia di rumori molesti. Invece di interrompere la festa, gli ufficiali augurano a Will, il futuro sposo, una buona notte e se ne vanno. Nel frattempo, l'amico di Will, Clayton Hannigan, va in una camera da letto con una escort di nome Carissa. Qualche istante dopo, Hannigan e Carissa scoprono una ragazza morta che giace nel letto. Benson e Amaro rispondono alla scena di un potenziale omicidio. Ma quando arrivano alla festa, scoprono che il corpo della ragazza morta è in piscina. Un agente di polizia spiega che i partecipanti alla festa affermano di non conoscerla, solo che l'hanno trovata galleggiare in piscina. Gli investigatori scoprono che la maggior parte dei partecipanti alla festa è già fuggita dalla scena, ad eccezione di alcuni che sono bloccati su un ascensore sovraccarico. Benson dice agli agenti di trattenerli per essere interrogati quando escono dall'ascensore.
Sull'attico, Benson e Amaro parlano con Hannigan, i cui vestiti sono fradici; spiega che si è inzuppato cercando di salvare la vittima sconosciuta. Fin e Rollins arrivano sulla scena e informano Benson e Amaro che l'ascensore era pieno di frequentatori di feste di alta classe, inclusi atleti professionisti, importanti gestori e agenti dei servizi segreti. Sempre in ascensore: il futuro sposo Will Brady, che sembra essere il figlio del commissario di polizia. Benson intervista Will; dice al detective che non ha idea di chi sia la ragazza. Cragen si avvicina per assicurarsi che Benson non diventi troppo ostile; sa che Will potrebbe creare problemi professionali a tutti loro se non viene gestito correttamente. Cragen dice a Will che apprezza la sua assistenza. Nel frattempo, Fin e Amaro interrogano Hannigan nel tentativo di scoprire chi era alla festa e da dove provenissero le escort. Nessuno sembra avere informazioni utili sulla ragazza morta; tutti affermano di non conoscerla. All'obitorio, Fin e Rollins scoprono che la vittima non è morta per annegamento. Invece, il medico legale ha trovato una quantità letale di sedativi nel suo sangue, suggerendo che fosse stata drogata. Il medico legale ha anche trovato dello sperma nello stomaco, ma nulla suggerisce che non fosse consensuale. Fin e Rollins concludono che la ragazza era una prostituta.
Il medico legale tiene traccia del numero di serie delle protesi mammarie al silicone della vittima per determinare la sua identità. L'identificazione torna sulla vittima: si tratta di Maggie Murphy, una ragazza di 16 anni di Winnipeg scappata di casa sei mesi fa. Nessuno alla festa sembra sapere chi fosse Maggie o come sia arrivata alla festa. Cragen rimanda gli investigatori all'attico di Hannigan per indagare di nuovo sulla scena. Di ritorno alla stazione, Will si presenta con il suo avvocato e presenta a Benson e Cragen un video girato la notte della festa. Il suo avvocato spiega che il video documenta l'intera serata di Will e dimostra la sua innocenza. Fin, Amaro e Rollins rivedono le otto ore di riprese video della festa di Will, alla ricerca di indizi. Sullo sfondo di una scena, Rollins vede Maggie che entra in una camera da letto.
Più tardi, la registrazione mostra Hannigan e Carissa che entrano nella stessa stanza. Potrebbe non essere molto, ma è abbastanza per mandare gli investigatori a cercare Hannigan. Cragen informa Benson che dovranno ritirarsi dal caso perché i sospetti sono di troppo alto profilo. Spiega che le escort coinvolte nel caso hanno clienti che sono politici di alto livello e funzionari delle forze dell'ordine; devono procedere con cautela. Benson è infastidito dall'ingerenza di Cragen e si chiede se Cragen stia nascondendo qualcosa. Benson e Amaro interrogano Hannigan. Confessa di aver messo il corpo di Maggie in piscina, ragionando che un annegamento creerebbe meno sospetti. Rimane fermamente convinto di non sapere chi sia Maggie o come sia arrivata alla sua festa all'attico. Alla fine, Hannigan fornisce agli investigatori il nome e il numero della sua escort, Carissa, per confermare la sua storia.
Carissa arriva alla stazione di polizia, ma si rifiuta di parlare con gli investigatori finché il suo avvocato non sarà presente. Quando Benson se ne va, Carissa inizia a flirtare con Amaro. Cragen interrompe e dice ad Amaro di stare attento. Dopo l'arrivo del suo avvocato, Carissa dice a Benson e Amaro che lavora per un servizio di escort e che conosceva tutte le ragazze alla festa tranne Maggie. Gli investigatori decidono di parlare con il capo di Carissa, Bart Ganzel. Quando Rollins e Amaro arrivano alla residenza di Bart Ganzel, scoprono una festa in pieno svolgimento, con attraenti escort ovunque. Il detective Brian Cassidy, ex membro dell'Unità vittime speciali, ora lavora come guardia del corpo di Bart. Riceve una soffiata sull'arrivo degli investigatori e dice a Bart che devono andarsene immediatamente.
Rollins e Amaro li intercettano mentre escono e Cassidy si mette in discussione con Amaro. Si arriva alle mani e Cassidy e Bart vengono immediatamente arrestati. Nella stanza degli interrogatori, Benson spiega ad Amaro che Cassidy era un detective. Cassidy spiega che ha lavorato sotto copertura negli ultimi tre anni. Interrogata su Maggie, Cassidy dice che non è una delle ragazze di Bart. Incoraggia Benson e Amaro a interrogare Bart, dicendo che ha tutte le ragioni per collaborare. Cassidy spiega anche che gli investigatori devono trattenerlo, per non far saltare la sua copertura. Benson fa finta di rinchiuderlo. Rollins e Fin interrogano Bart Ganzel, che riafferma che Maggie non è una delle sue escort e che non è arrivata con nessuna delle sue ragazze.
Secondo Bart, l'unica escort di cui non ha sentito parlare è Anya, una escort colombiana che è tornata a casa il giorno dopo l'omicidio. Gli investigatori perquisiscono l'appartamento di Anya e trovano un flacone di pillole vuoto che corrisponde alla droga con cui Maggie è stata avvelenata. Gli investigatori decidono di interrogare Cassidy su Anya. Benson e Amaro incontrano Cassidy in un bar; Carissa si unisce a loro poco dopo. Alle domande su Anya, Cassidy dice a Benson che Anya lavorava per un'altra escort, Delia, che è la principale concorrente di Bart Ganzel. Cassidy avverte Benson che se sta cercando Delia, deve stare attenta: Delia ha clienti ricchi e potenti che la proteggono. Nel frattempo, Carissa continua a cercare di sedurre Amaro. Benson e Amaro fanno visita a Delia nella sua fattoria per interrogarla sul suo legame con Anya e Bart Ganzel. Delia sta dando da mangiare a una capretta quando arrivano i detective e di certo non sembra una famigerata signora. Quando le è stato chiesto del suo servizio di escort, Delia lo descrive come un "servizio di abbinamenti" e, sebbene dica di aver sentito parlare di Bart Ganzel, non lo conosce personalmente.
Di ritorno alla stazione di polizia, Cragen esorta Benson a ritirarsi dal caso: è stato ricattato. Benson e Cragen vengono interrotti da una telefonata: l'ex governatore è stato trovato morto nella sua abitazione. Gli investigatori scoprono presto che il governatore era con una delle escort di Delia al momento della sua morte. Durante l'autopsia, il medico legale scopre un farmaco nel sistema cardiocircolatorio del governatore; è la stessa droga che hanno trovato nel sistema cardiocircolatorio di Maggie. Gli investigatori sospettano che Bart Ganzel stia tentando di incastrare Delia. Sono nel bel mezzo di una guerra tra due potenti boss del servizio di escort. Fin e Rollins rintracciano l'escort assegnata al governatore; lei dice loro che era già morto quando è arrivata. Dice di aver chiamato il suo superiore, Iris, che le ha detto di lasciare immediatamente la scena del crimine.
Gli investigatori chiamano Iris; anche lei nega di sapere qualcosa sulla droga nel corpo del governatore. Iris continua dicendo a Benson e Amaro tutto ciò che devono sapere su Delia: che è una famigerata signora e che sta conducendo una guerra contro Bart Ganzel. Afferma che Delia ha mandato Maggie alla festa di Hannigan e le ha fatto drogare un'altra escort per distruggere gli affari di Bart. Gli investigatori tornano alla fattoria di Delia per metterla agli arresti. Più tardi quella sera, mentre Amaro sta lasciando la stazione di polizia, Carissa lo sorprende nel parcheggio. Gli dice che ha paura per la sua vita. Amaro vuole portarla alla stazione di polizia, ma Carissa insiste che deve andarsene. In tribunale, Delia viene citata in giudizio. La sua cauzione è fissata a 2 milioni di dollari, che il suo avvocato paga immediatamente. L'avvocato di Delia avverte quindi gli investigatori che Delia ha influenza su persone estremamente potenti e che dovrebbero lasciarla in pace. A casa, Cragen si sveglia nel cuore della notte e trova Carissa nel suo letto con la gola tagliata. 
- Guest star: Peter Jacobson (Bart Ganzel), Laura Benanti (Maria Grazie Amaro), Dean Winters (Detective Brian Cassidy), Pippa Black (Prostituta Carissa Gibson), Reg E. Cathey (Avvocato difensore Barry Querns), Ron Rifkin (Avvocato difensore Marvin Exley), Brooke Smith (Tenutaria Delia Wilson), Pei Pei Lin (Massaggiatrice Yuko Sakura).
- Nota: quest'episodio è la prima parte di una trilogia che continua con il primo e secondo episodio della quattordicesima stagione.
- Curiosità: il farmaco citato dall'episodio, la Scopolamina, è reale ed usato davvero per molti scopi criminali, per provocare amnesia e confusione, dai servizi segreti come una sorta di "siero della verità", oltre che per normale uso medico.
- Citazioni: Senta, ha mai usato le manette quando fa sesso?" - "E lei ha mai fatto sesso senza pagare?" (scambio di batture tra un sospettato e la detective Rollins).